# Bauhaus

Das Bauhaus-Logo, 1922 entworfen von Oskar Schlemmer

Das Staatliche Bauhaus, inzwischen meist nur Bauhaus,  war eine 1919 von Walter Gropius in Weimar gegründete Kunstschule. Nach Art und Konzeption war es damals etwas völlig Neues, nämlich eine Zusammenführung von Kunst und Handwerk. Das Bauhaus bestand zeitlich parallel mit und in der Weimarer Republik von 1919 bis 1933 und gilt heute weltweit als Heimstätte der Avantgarde der Klassischen Moderne auf allen Gebieten der freien und angewandten Architektur, der Kunst und des Designs. Die Resonanz des Bauhauses hält bis heute an und prägt wesentlich das Bild modernistischer Strömungen.

## Allgemeines

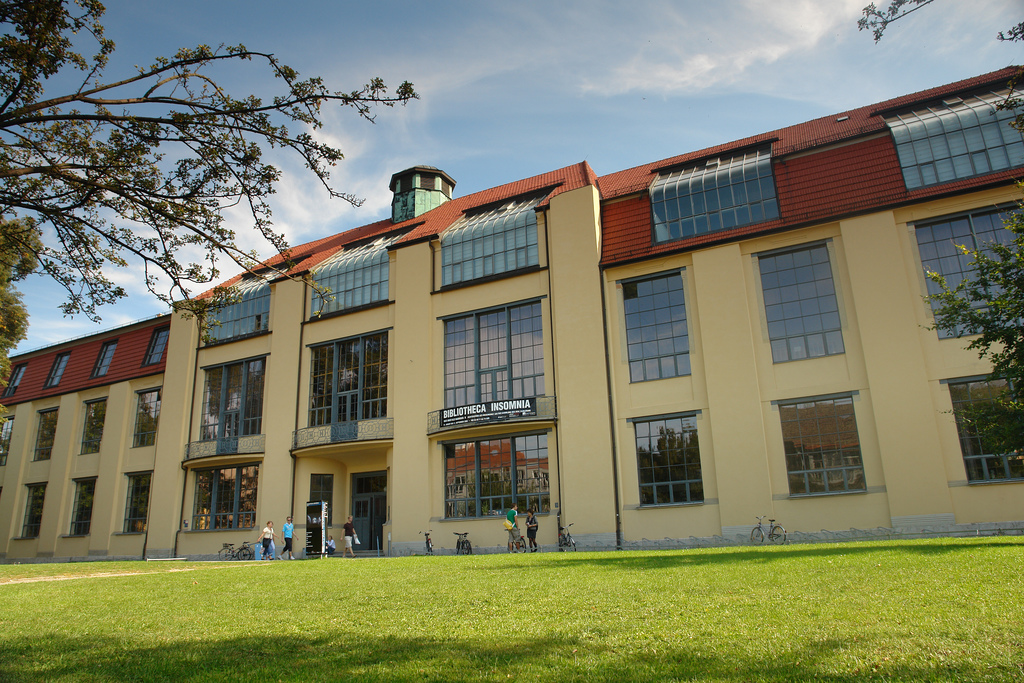
Hauptgebäude der heutigen Bauhaus-Universität Weimar. 1904–1911 nach den Entwürfen von Henry van de Velde errichtetes Ateliergebäude der Großherzoglich-Sächsischen Hochschule für bildende Kunst. Seit 1996 ist es UNESCO-Welterbestätte.

Das Bauhaus entstand in Weimar durch die Vereinigung der Großherzoglich-Sächsischen Kunstschule Weimar mit der 1907 von Henry van de Velde gegründeten Großherzoglich-Sächsischen Kunstgewerbeschule Weimar. Sie wurde zum direkten Vorläufer des Bauhauses, das dann in van de Veldes Schulgebäuden seine Arbeit aufnahm. 1925 erfolgte der Umzug nach Dessau. Ab 1926 bestand die Institution im Gebäude des Bauhauses Dessau. 1932 musste das Bauhaus nach Berlin umziehen; 1933 wurde es geschlossen.
Der Einfluss des Bauhauses war so bedeutend, dass umgangssprachlich der Begriff Bauhaus oft mit der Moderne in Architektur und Design gleichgesetzt wird. Laien sprechen in diesem Zusammenhang häufig vom Bauhausstil, allerdings ist es architekturwissenschaftlich wie auch kunsthistorisch problematisch, die Entwicklungen am Bauhaus isoliert zu betrachten und Bauhaus als Stilbegriff (etwa als  Architekturstil oder Möbelstil) zu verwenden. Die Entwürfe und Arbeiten der Lehrer und Schüler am Bauhaus werden vielmehr als Teil von längerfristigen und auch länderübergreifenden Strömungen gesehen und unter Begriffen wie Funktionalismus, Klassische Moderne, Neue Sachlichkeit, Internationaler Stil oder Neues Bauen eingeordnet.
Im Bauhaus wurden die traditionell getrennten Bereiche der bildenden Kunst, der angewandten Kunst und der darstellenden Kunst auf der Grundlage des schuleigenen Konzeptes miteinander verbunden, was wiederum starke Ausstrahlung auf Malerei, darstellende Kunst und Musik hatte.

## Grundgedanke

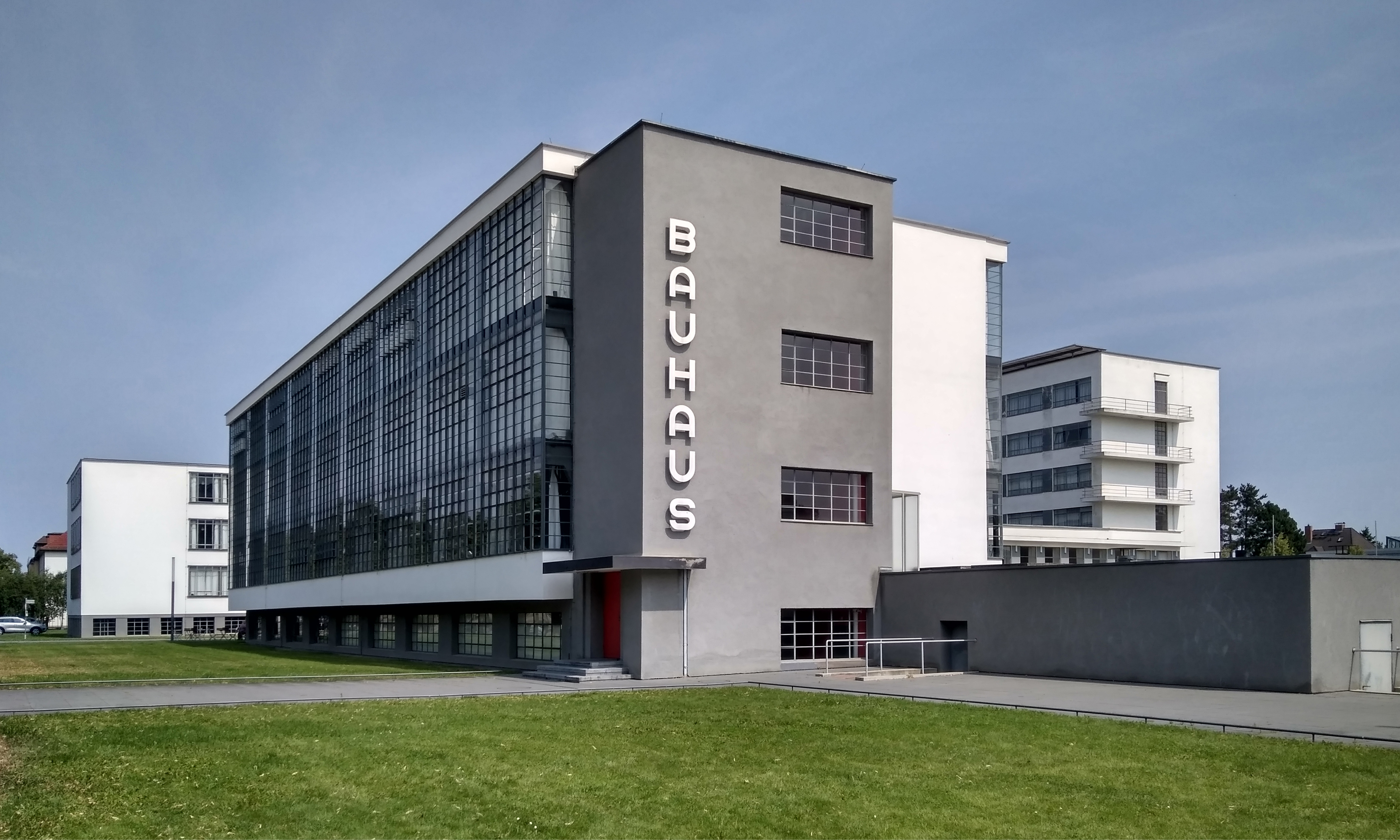
Rekonstruierte Fassade des Bauhauses Dessau

Bauhaus-Programm

Die ursprünglichen Intentionen von Henry van de Velde und Walter Gropius waren, die Kunst von der Industrialisierung zu emanzipieren und das Kunsthandwerk wiederzubeleben. Damit bildeten sie einen Gegenentwurf zur Ästhetik des Historismus, in der kunsthandwerklich entwickelte Ornamente durch industrielle Massenproduktion seriell kopiert wurden. Zuvor wurde mit dem Begriff „Kunst“ nicht etwa die damalige Avantgarde bezeichnet, sondern die Formensprache der zeitgenössischen Entwerfer für die Produktion im Stil vergangener Epochen. Mit der Rückbesinnung auf das Handwerk war die gestalterische Intention verbunden, experimentell und manuell eine neue Formensprache zu entwickeln, die dem industriellen Herstellungsprozess gerecht wird.
Ein Leitbild des Bauhauses war, die Architektur als Gesamtkunstwerk mit den anderen Künsten zu verbinden. Deshalb verkündete das Bauhaus im Gründungsmanifest von 1919 auch: „Das Endziel aller bildnerischen Tätigkeit ist der Bau“. Im Laufe der Entwicklung resultiert jedoch besonders das heutige Industrie- und Grafikdesign aus diesen Ideen. In der Architektur hat sich das modulare Bauen nicht nur bei Industrieanlagen, sondern auch bei der Schaffung günstigen Wohnraums zum Beispiel in Satellitenstädten von Megametropolen durchgesetzt.
Das „Staatliche Bauhaus“ war vom Gründer Walter Gropius als eine Arbeitsgemeinschaft gedacht, in der die Unterscheidung zwischen Künstler und Handwerker aufgehoben werden sollte. Durch ihr Schaffen wollten die Mitarbeiter des Bauhauses gesellschaftliche Unterschiede beseitigen und zum Verständnis zwischen den Völkern beitragen. In Intention und Ergebnissen bestanden damit vielfältige Ähnlichkeiten und Verbindungen mit dem 1907 gegründeten Deutschen Werkbund, dessen Mitglied Walter Gropius bis 1933 war.
Eine weitere, revolutionäre Grundidee des Bauhauses war die Gleichberechtigung von Künstlern und Künstlerinnen an der Kunstschule. Walter Gropius verkündete bei der Eröffnung des Bauhauses 1919 im Programm: „Als Lehrling aufgenommen wird jede unbescholtene Person ohne Rücksicht auf Alter und Geschlecht, deren Begabung und Vorbildung vom Meisterrat als ausreichend erachtet wird“. Somit zählt das Bauhaus zu den ersten Institutionen, welche Frauen erstmals den kostenfreien Zutritt an einer öffentlichen Kunstschule gewährt.

„Das Endziel aller bildnerischen Tätigkeit ist der Bau! […] Architekten, Bildhauer, Maler, wir alle müssen zum Handwerk zurück!“

Allerdings waren für Frauen vorrangig „klassische“ Berufe wie Weberei oder Töpferei angedacht. So sagte Gropius noch 1921 in einem Interview:

„Nach unseren Erfahrungen ist es nicht ratsam, dass Frauen in schweren Handwerksbetrieben wie Tischlerei und so weiter arbeiten. Gegen Ausbildung von Architektinnen sprechen wir uns grundsätzlich aus.“

Trotz dieser Hürden erkämpften sich Frauen wie Marianne Brandt und Gertrud Arndt ihren Weg in Tischlerei, Metallwerkstatt und Architektur.

## Geschichte

### Vorgeschichte
Vorgängerorganisation für das Bauhaus war das im Jahre 1902 von Henry van de Velde gegründete „Kunstgewerbliche Seminar“ und das etwas später als Lehranstalt konzipierte „Kunstgewerbliche Institut“, das seinen Lehrbetrieb im Jahr 1907 aufnahm. Bereits van de Velde etablierte eine erhebliche Anzahl jener Methoden und Prinzipien, für die das spätere Bauhaus berühmt geworden ist. Der belgische Architekt ließ sich dabei unter anderem von japanischer Innenarchitektur der Edo-Zeit inspirieren.

### 1919 bis 1925 – Weimar

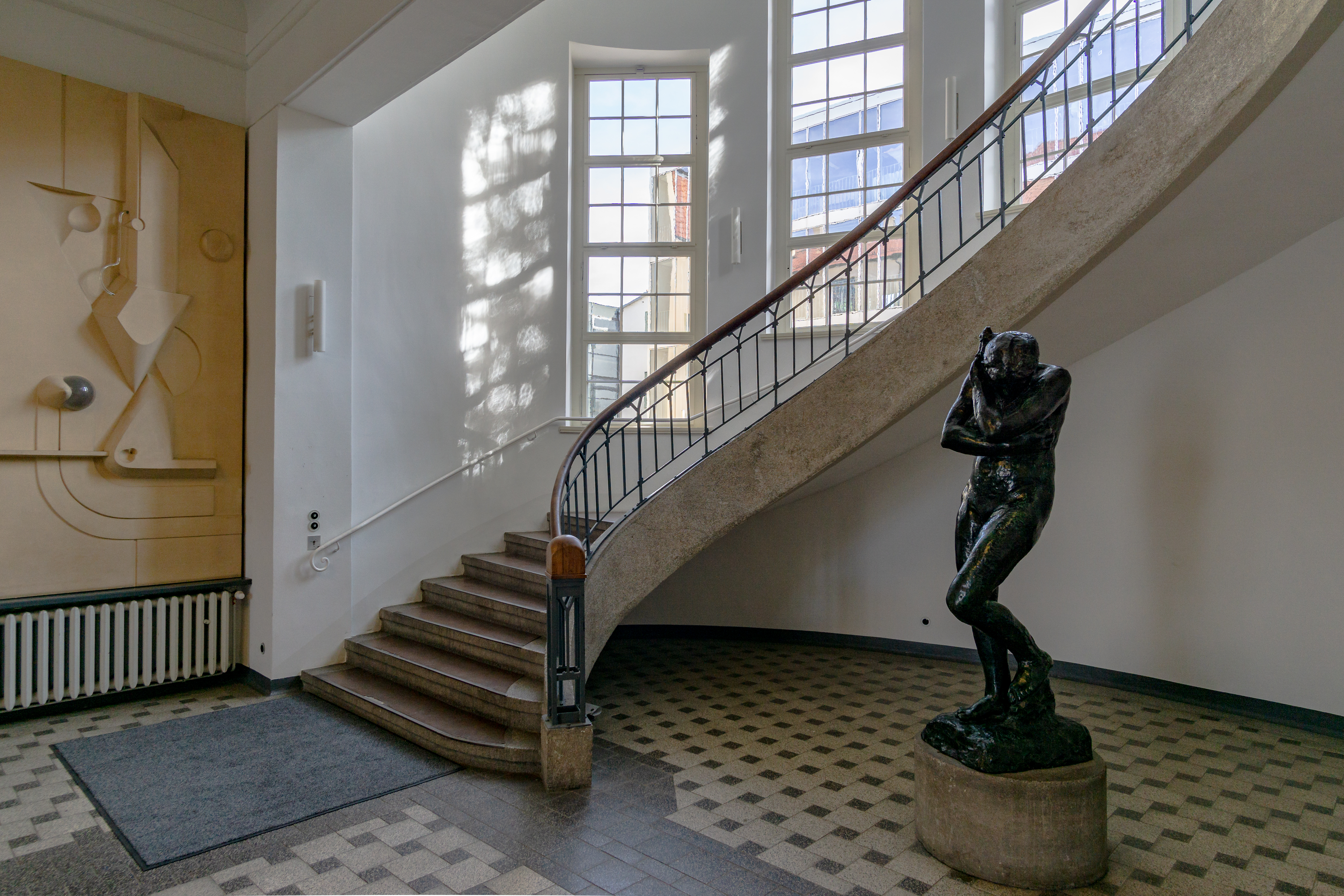
Foyer und Treppen des Hauptgebäudes der heutigen Bauhaus-Universität Weimar mit der Eva von Rodin

Das Staatliche Bauhaus in Weimar entstand am 12. April 1919 aus der Vereinigung der Großherzoglich-Sächsischen Hochschule für Bildende Kunst in Weimar und der 1915 aufgelösten Kunstgewerbeschule Weimar. Auf Vorschlag Henry van de Veldes, des bisherigen Direktors der Großherzoglich-Sächsischen Hochschule, wurde als dessen Nachfolger Walter Gropius ernannt. Dieser gab der neuen Schule ihren Namen.

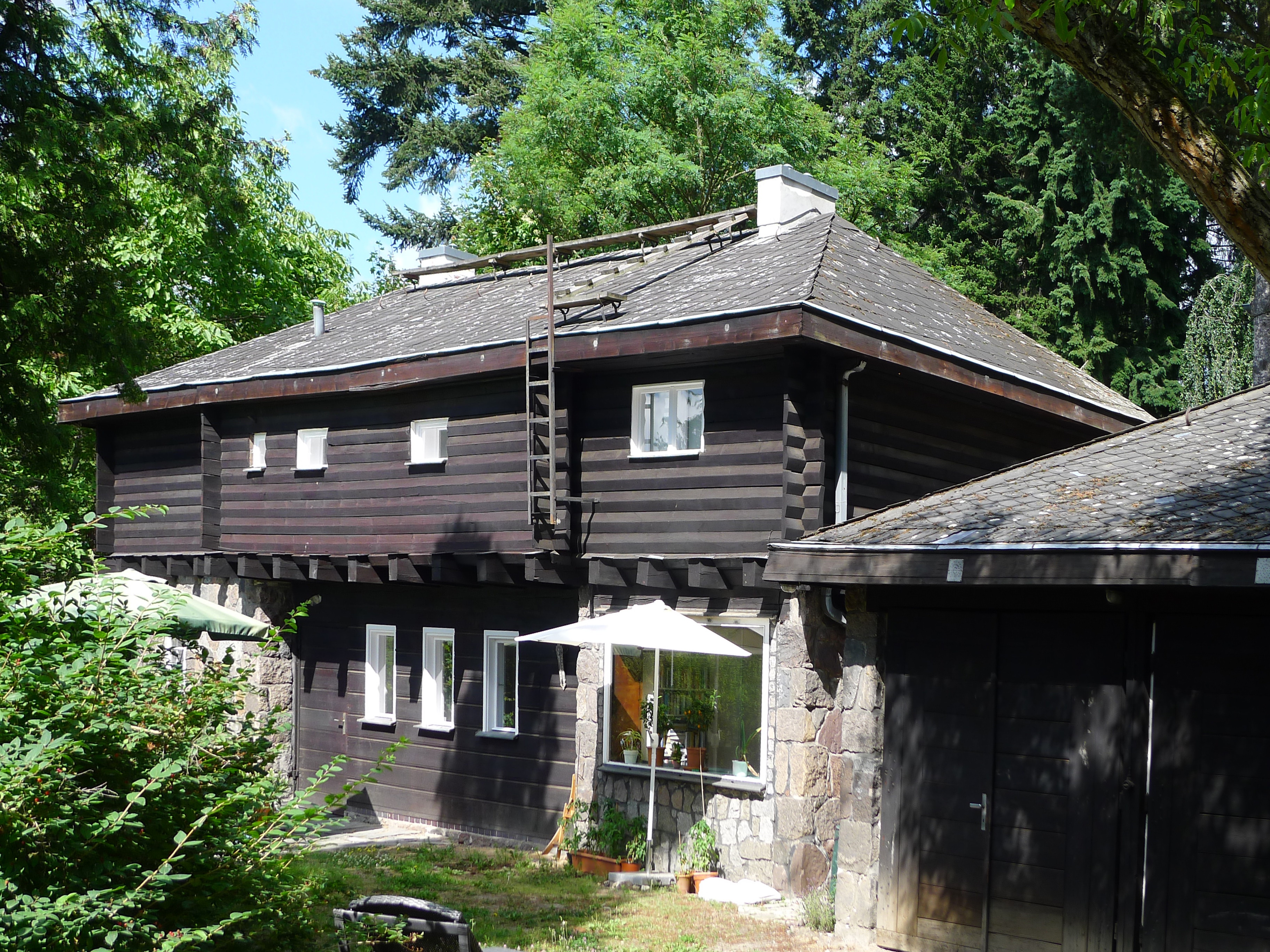
Erstes Gemeinschaftsprojekt der Bauhausschule: erhaltenes Chauffeurshaus (1920–1922) von Haus Sommerfeld (Entwurf von Fred Forbát)

Als Lehrer konnte Gropius bedeutende Künstler wie Lyonel Feininger (1919), Johannes Itten (1919), Gerhard Marcks (1919), Paul Klee (1921) und Oskar Schlemmer (1921) sowie Wassily Kandinsky (1922) für das Bauhaus gewinnen. Die Lehre am Bauhaus bestand aus dem Vorkurs und der Arbeit in den Werkstätten. Diese wurden von den Künstlern, die sich Meister der Form nannten, und den Handwerksmeistern geleitet. Anfangs mischten sich romantische Rückwendung in vorindustrielle Produktionsweisen mit modernen gestalterischen Ansätzen. Projekte des Bauhauses wie das „Haus Sommerfeld“ waren in dieser Phase noch sehr expressionistisch geprägt. Großen Einfluss auf die Lehrer und Schüler des Bauhauses übte von 1921 bis 1922 der Niederländer Theo van Doesburg, Gründungsmitglied der „De-Stijl“-Bewegung, aus. Er war nicht offiziell am Bauhaus tätig – eine Festanstellung Doesburgs als Meister hatte Gropius abgelehnt –, sondern gab in Weimar Privatkurse über architektonische Gestaltung. Insbesondere die Rückbesinnung auf einfache kubische Formen ist seinem Wirken zuzuschreiben.
1923 kam der Konstruktivist László Moholy-Nagy als Nachfolger des Malers Johannes Itten, der für ganzheitliche lebensreformerische Ideen stand. Ebenfalls 1923 wurde Josef Albers Lehrkraft. Beispielhaft und für die Ausbildung an Kunst- und Designschulen in aller Welt bis heute prägend ist der gemeinsame Vorkurs, bei dem Wert auf eine vielseitige und umfassende Ausbildung der Schüler gelegt wurde. 1920 rief Adolf Meyer eine Architekturabteilung ins Leben; eine systematische Architektenausbildung gab es am Bauhaus jedoch noch nicht. Das Musterhaus „Am Horn“ in Weimar wurde 1923 das erste Projekt, das in Architektur und Einrichtung konsequent von der Neuen Sachlichkeit, wie sie insbesondere die niederländische Richtung „De Stijl“ vorgab, geprägt war. In der Öffentlichkeit galten diese Bauten als „kalt“, „karg“ und „maschinell“.
Ab 1922 wurde auf Drängen der thüringischen Landesregierung eine erste Ausstellung konzipiert, welche die bisherigen Ergebnisse der neuen Hochschule zeigen sollte. Das Bauhaus selbst hielt diesen Zeitpunkt für zu früh, um mehr als Konturen des neuen und zu diesem Zeitpunkt noch einzigartigen pädagogischen Systems vorzuzeigen. Trotzdem konzentrierte Walter Gropius die Kräfte der Hochschule auf die Ausrichtung der Bauhausausstellung von 1923, die vom 15. August bis 30. September an drei Ausstellungsstandorten in Weimar zu sehen war.
Eingeleitet wurde die Ausstellung von der sogenannten Bauhauswoche. Diese fand beim Publikum und der Presse sehr großen Anklang. Gropius eröffnete die Bauhauswoche mit einem Vortrag über Kunst und Technik – eine neue Einheit. Es folgten Vorträge von Kandinsky (Über synthetische Kunst) und dem holländischen Architekten Oud über die Entwicklung der modernen niederländischen Baukunst. Im Deutschen Nationaltheater wurde Oskar Schlemmers Triadisches Ballett aufgeführt sowie ein Konzert mit sechs Klavierstücken (darunter vier Uraufführungen) von Ferruccio Busoni und der Erstaufführung der Marienlieder von Paul Hindemith; im Jenaer Theater war Kurt Schmidts Mechanisches Ballett zu sehen. Eine Matinee brachte am Abschlusstag unter der Leitung von Hermann Scherchen die Wiederholung der Erstaufführung von Strawinskis Geschichte vom Soldaten. Der Tag klang mit Lampionfest, Feuerwerk, Tanz und der Vorführung der Reflektorischen Farbenlichtspiele von Ludwig Hirschfeld-Mack aus. Begleitet wurde die Ausstellung durch die Herausgabe des Manifestes Staatliches Bauhaus in Weimar 1919–1923 in einer Auflage von 2600 Exemplaren, 2000 in deutscher, 300 in englischer und 300 in russischer Sprache hergestellt. Der Einbandentwurf stammte von Herbert Bayer.
Einer der wichtigsten Bestandteile der Ausstellung war das Musterhaus „Am Horn“, ein Versuchshaus nach einem Entwurf Georg Muches, das von Walter March und Adolf Meyer aus Gropius’ Architekturbüro gebaut wurde. Die Ausstattung war ein Gemeinschaftswerk aller Werkstätten des Bauhauses.
Nachdem sich die Machtverhältnisse nach der Landtagswahl in Thüringen im Februar 1924 geändert hatten, kürzte die Regierung unter Richard Leutheußer (DVP) den Etat um 50 Prozent. Daraufhin boten sich andere Städte den Lehrern und Schülern als neue Standorte an (zum Beispiel der Kölner Oberbürgermeister Konrad Adenauer, der dann aber die Kölner Werkschulen gründete). Finanziell und politisch von der Thüringer Regierung unter Druck gesetzt, beschloss der Meisterrat 1925 den Umzug nach Dessau. Dort bot der Flugzeugbauer Hugo Junkers eine Förderung, zudem herrschte in dieser Industriestadt eine stabile sozialdemokratisch und liberal orientierte Mehrheit. Die Nutzung des Namens Bauhaus am neuen Standort erstritt sich Gropius vor Gericht; wer nach 1925 in Weimar blieb, durfte nicht mehr den Namen der Institution nutzen. Zahlreiche Lehrkräfte verließen daraufhin das Bauhaus, darunter der Architekt Adolf Meyer, der zum Projekt Neues Frankfurt ging, und der Grafiker Karl Peter Röhl, der an die Frankfurter Städelschule wechselte.

### 1925 bis 1932 – Dessau

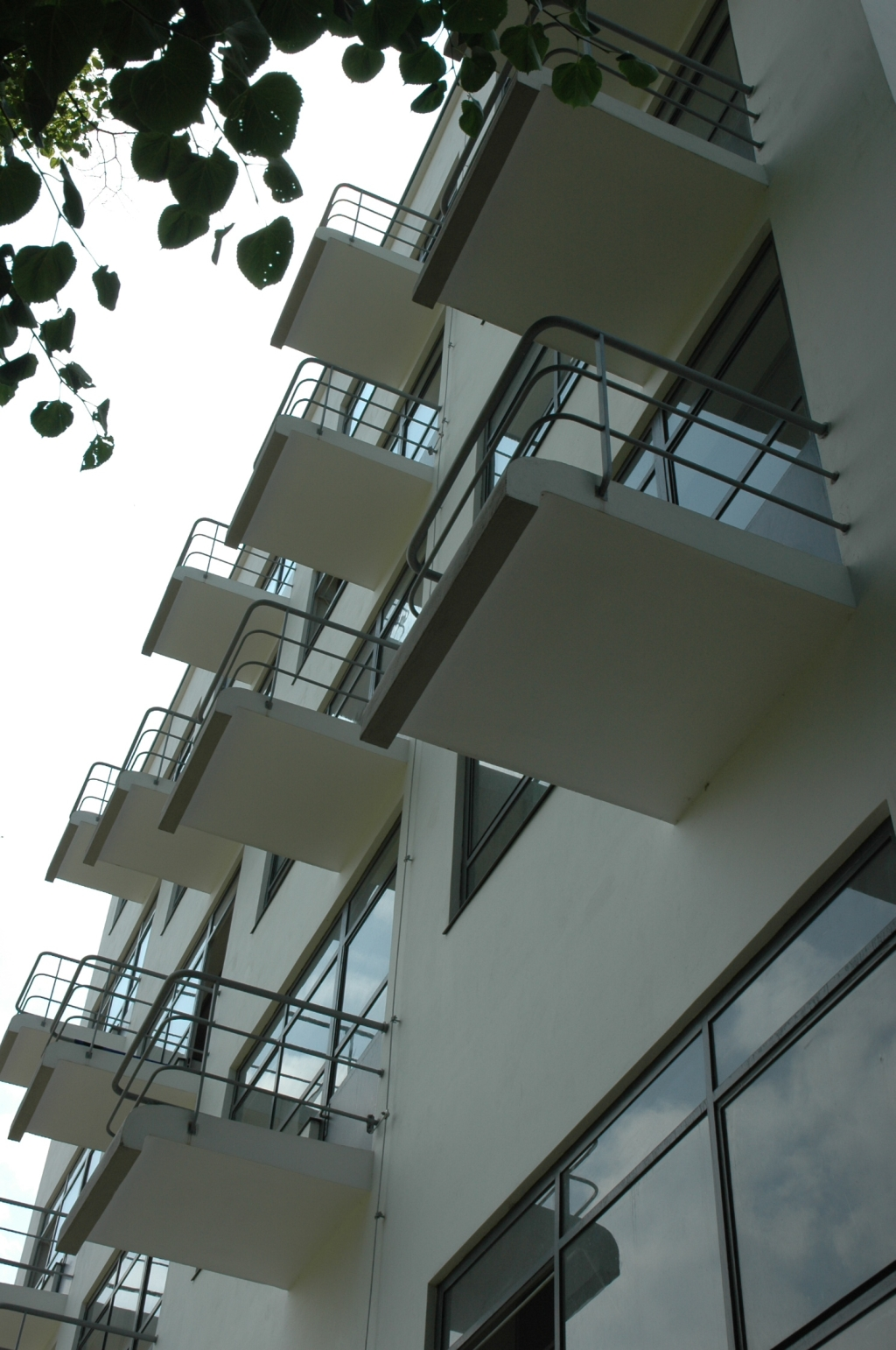
Bauhausgebäude Dessau von Walter Gropius, Atelierflügel

1925 erfolgte der Umzug nach Dessau. Dort entstanden die ersten Möbel aus dem neuartigen Material Stahlrohr, wie der Clubsessel B 3 von Marcel Breuer. Mart Stam und Ludwig Mies van der Rohe entwarfen die ersten Freischwinger. Die Zusammenarbeit mit der Industrie begann. Um die am Bauhaus geleistete Arbeit und wichtige Tendenzen der Moderne darzustellen, wurde von 1925 bis 1930 die Buchreihe Bauhausbücher herausgegeben. Außerdem erschien seit Dezember 1926 vierteljährlich die Zeitschrift bauhaus.
Am 4. Dezember 1926 wurde das neue, von Walter Gropius entworfene Bauhausgebäude eingeweiht. Der vollständig verglaste Werkstattflügel zur Straßenseite beeindruckte besonders, ebenso die gleichzeitig errichteten und ebenfalls von Gropius entworfenen „Meisterhäuser“, die als Wohnhäuser fungierten und wie das Bauhausgebäude konsequent und mustergültig die entwickelten Vorstellungen von Wohnen und Arbeiten vereinten. Die Leuchten für das neue Gebäude wurden hauptsächlich von Marianne Brandt entworfen.
Am 1. April 1928 trat Gropius als Direktor zurück. Auf seinen Vorschlag wurde der Schweizer Architekt Hannes Meyer neuer Direktor, der für das Bauhaus nicht nur die Devise „Volksbedarf statt Luxusbedarf“ ausgab, sondern auch die Zusammenarbeit mit der Industrie intensivierte und eine Konzentration auf das Fach Architektur bewirkte. Meyer, der linkssozialistische Positionen vertrat, blieb bis zu seiner fristlosen Entlassung durch den Oberbürgermeister von Dessau am 1. August 1930 Direktor.
Ab 1930 leitete der Architekt Ludwig Mies van der Rohe das Bauhaus in Dessau. 1931 gewann die NSDAP die Gemeindewahl in Dessau und setzte 1932 die Schließung des staatlichen Bauhauses durch. Die KPD stimmte dagegen, die SPD enthielt sich. Ludwig Mies versuchte das Bauhaus durch Umzug nach Berlin als private Einrichtung fortzuführen.
1945 wurde das Gebäude des Bauhauses in Dessau teilweise zerstört. Es wurde 1976 rekonstruiert.

### 1932 bis 1933 – Berlin

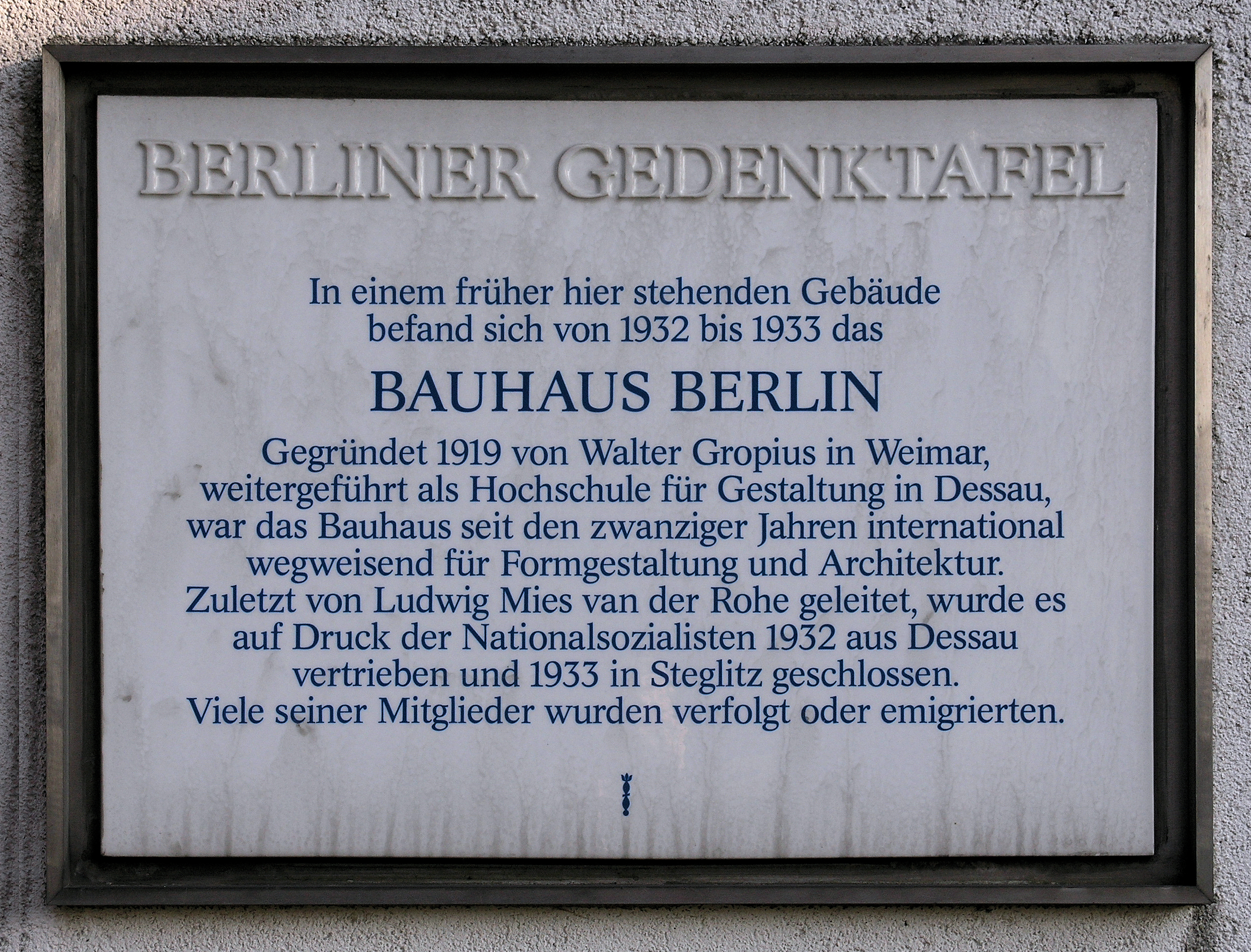
Berliner Gedenktafel in der Birkbuschstraße 49 in Berlin-Lankwitz

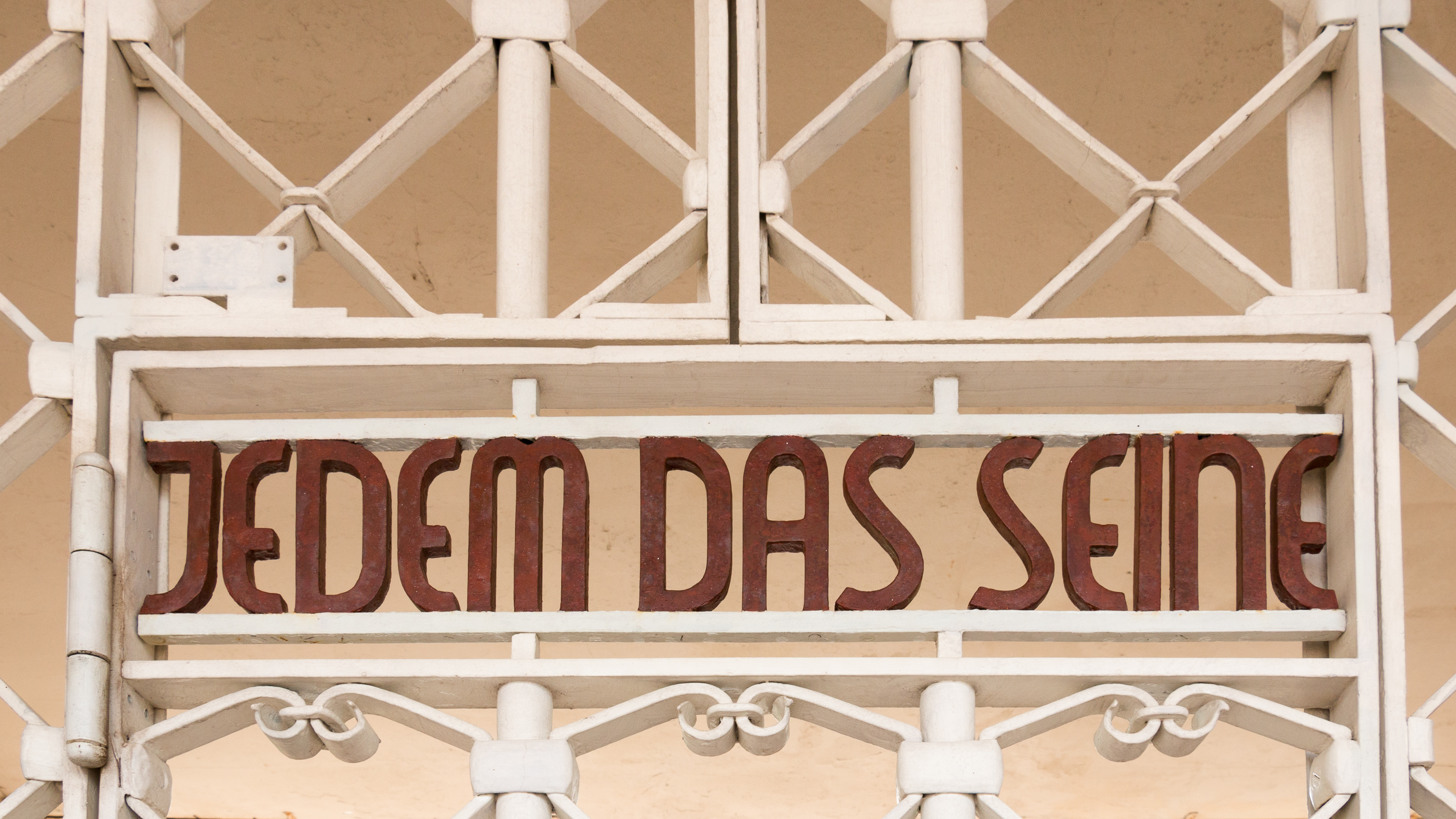
Tor des Häftlingslagers im KZ Buchenwald. Der politische Häftling und Bauhauskünstler Franz Ehrlich zeichnete die Schrift.

1932 wurde das Bauhaus als private Einrichtung nach Berlin-Lankwitz verlegt; aber schon 1933 wurde die Institution von den Nationalsozialisten durch Repressionen wie Hausdurchsuchungen, Versiegelung der Räume und Verhaftung von Studenten endgültig zur Selbstauflösung gezwungen. Etwa ein Viertel der Bauhausmitglieder emigrierte und trug so zur internationalen Verbreitung der Ideen des Bauhauses bei.
Mies van der Rohe versuchte als Protagonist der Bauhausschule zwischen 1932 und 1938 noch mehrfach den Schulterschluss mit den Nationalsozialisten, um die Einrichtung im NS-Staat weiterbetreiben zu können. Die Bemühungen blieben vergeblich. Von Zeitgenossen wurde van der Rohe mitunter als Opportunist oder gar als „Steigbügelhalter des Faschismus“ bezeichnet.
Mindestens 21 Künstlerinnen und Künstler des Bauhauses wurden während der NS-Herrschaft in Konzentrationslagern oder Gefängnissen umgebracht. Einige Mitglieder kooperierten jedoch auch mit dem Regime:
188 Bauhäusler traten in die NSDAP ein, 15 in die SA und 14 in die SS.

### Nachwirkung

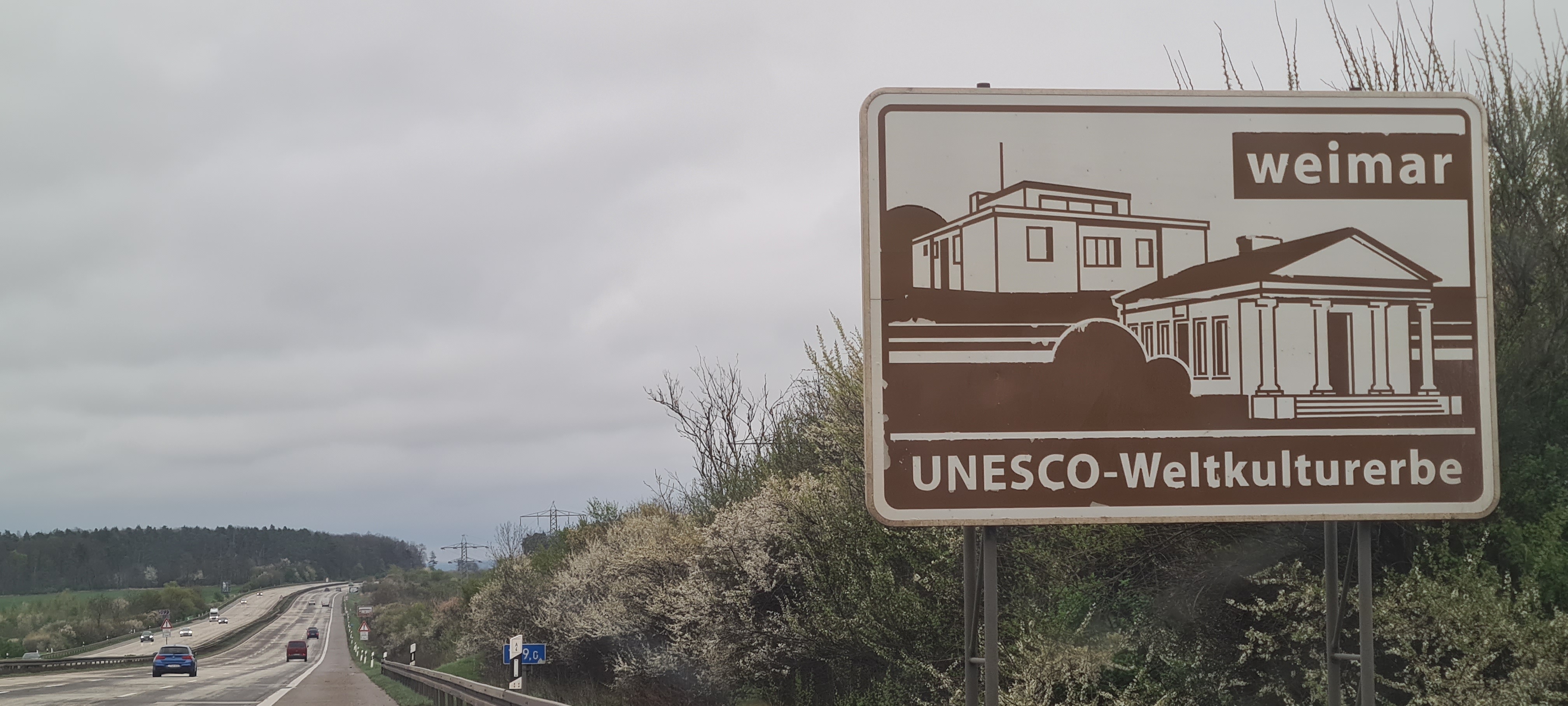
Touristische Unterrichtungstafel an der Autobahn A4: „UNESCO Weltkulturerbe Weimar“ mit dem Haus am Horn

Ab den 1930er Jahren errichteten emigrierte jüdische Bauhaus-Architekten in Tel Aviv mehr als 4000 Gebäude. Diese Weiße Stadt besitzt seit 2003 den Status eines UNESCO-Weltkulturerbes. Tel Aviv hat weltweit die größte Ansammlung von Gebäuden, die den Gestaltungsideen des Bauhauses zuzurechnen sind.
Die Nationalsozialisten waren zwar gegen den Dessauer Modernismus, aber über den früheren Bauhausschüler Fritz Ertl trat nach Einschätzung von Jean-Louis Cohen (2014) der nüchterne Funktionalismus des Bauhauses in der Architektur des Konzentrationslagers Auschwitz hervor.
Einige der Protagonisten des Bauhauses, wie Josef Albers, Walter Gropius, László Moholy-Nagy, Herbert Bayer und Ludwig Mies van der Rohe, emigrierten in der Folgezeit in die USA, wo – mit einem besonderen Schwerpunkt beim Black Mountain College – bald schon der Einfluss der Bauhaus-Lehr- und Entwurfskonzeption deutlich wurde. Besonders in der Architektur, aber auch im Produkt- und Kommunikationsdesign setzten sich Methoden und Lehrsätze des Bauhauses rasch durch. László Moholy-Nagy selbst führte das Konzept des Bauhauses ab 1937 im amerikanischen Exil als New Bauhaus in Chicago weiter (heute IIT Institute of Design). Ursprünglich sollte Walter Gropius dessen Direktor werden, dieser war jedoch einem Ruf als Professor für „Graduate School of Design“ der Harvard University gefolgt und empfahl daraufhin Moholy-Nagy.

Das Gebäude der Konsumgenossenschaft Unio de Cooperadors in Gava bei Barcelona.

Das von GATCPAC 1934–36 in Gava südlich von Barcelona errichtete und 2017 renovierte Gebäude der Unio de Cooperadors wurde von der De-Stijl-Gruppe und dem Bauhaus beeinflußt.
Nach Ende des Zweiten Weltkriegs entstand 1953 die Hochschule für Gestaltung Ulm (HfG Ulm), die zunächst von dem Bauhausabsolventen Max Bill geleitet und nach dem Vorbild des Bauhauses konzipiert wurde, eine ähnlich sachliche Gestaltungsidee weiterführte und unter anderem die neuen Einflüsse der Schweizer Typografie in ihre Akzidenzen und Grafiken einband, jedoch auf Kunst bewusst verzichtete.
Die Kunsthalle Darmstadt zeigte 1961 die Ausstellung „Bauhaus“. Darmstadt war zugleich Sitz des Bauhaus-Archivs; an der Mathildenhöhe sollte auch das neue Archivgebäude nach Plänen von Gropius entstehen, bevor dieses nach Berlin abgeworben wurde.
Anfang der 1970er-Jahre kam eine Reihe von Möbeln und Gebrauchsobjekten als lizenzierte Reeditionen auf den Markt, die bis heute die Fehlannahme einer einheitlichen Bauhaus-Stilistik prägen. Charakteristisch für diese Möbel ist der Verzicht auf die ursprüngliche Farbigkeit zugunsten der Farben schwarz, weiß, chrom.
1996 wurde das Bauhaus-Gebäude in Dessau, das seit 1986 vom „Bauhaus Dessau – Zentrum für Gestaltung“ genutzt wurde, in das UNESCO-Weltkulturerbe aufgenommen. Es ist heute Sitz der 1994 gegründeten Stiftung Bauhaus Dessau.
Arbeiten und Dokumente aus dem Bauhaus sowie einschlägige Literatur werden im Bauhaus-Archiv (Berlin) und im Bauhaus-Museum (Weimar) gesammelt und der Öffentlichkeit zugänglich gemacht.
2008 wurde in der Weißen Stadt Tel Aviv ein Bauhaus-Museum errichtet.

„Bauhaus-Revival“ von Aldo Rossi (1973), Mailand-Gallaratese
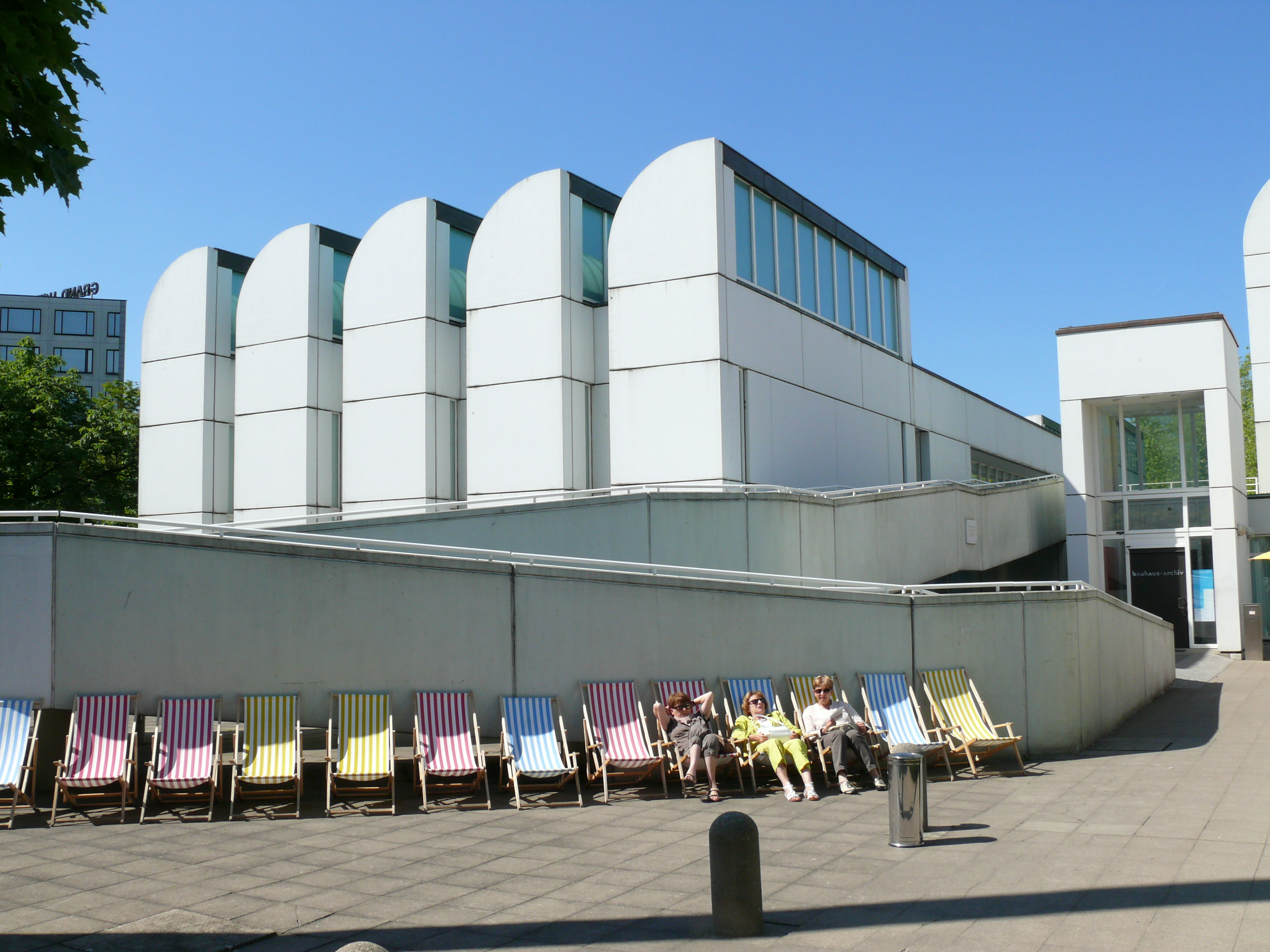
Bauhaus-Archiv in Berlin-Tiergarten mit markantem Sheddach
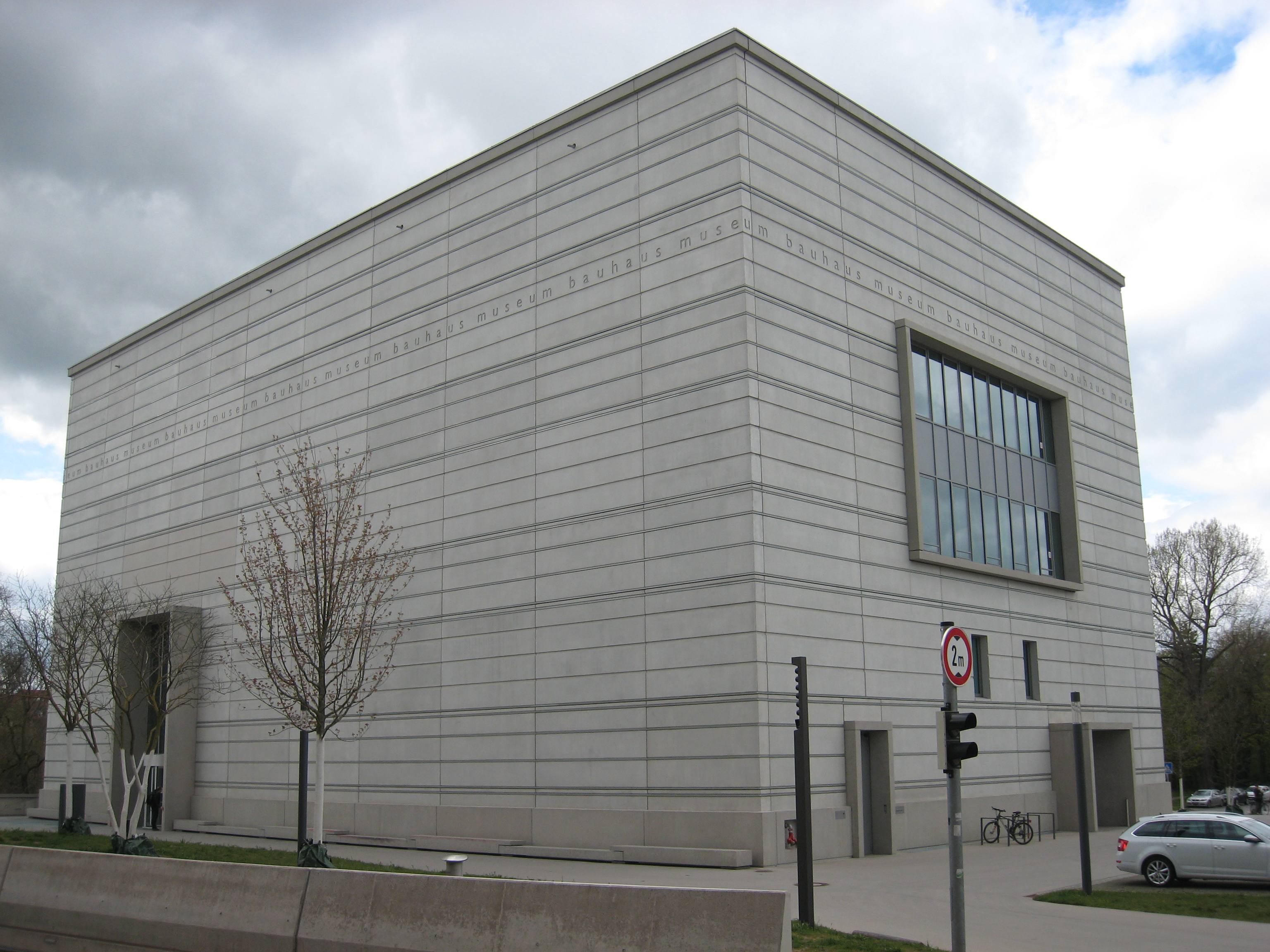
Neubau des Bauhaus-Museums in Weimar (eröffnet 2019 zum 100. Bauhaus-Gründungsjubiläum)

## Das Bauhaus und die Fotografie
Das Bauhaus nahm in der Geschichte von Kunst, Design und Architektur eine besondere Rolle ein. Die Schule hatte bei ihrer Gründung 1919 zunächst nicht viel mit Fotografie zu tun. 1923 eröffnete Walter Gropius die Bauhaus-Ausstellung in Weimar mit einem Vortrag namens „Kunst und Technik – eine neue Einheit“. Dies zeigt, dass sich innerhalb der Schule ein Wandel vollzogen hatte. Nicht allein der Bau war nun das Schaffensziel der Schule, die Möglichkeiten der industriellen Produktion sollten vermehrt genutzt werden. In den Werkstätten der Schule entstanden nun Objekte, wie Leuchten, Stühle und ganze Kücheneinrichtungen, die für die Massenfertigung bestimmt waren und den bloßen Bau ergänzen sollten.
Diese Hinwendung zum Industriedesign und die Gestaltung von Gegenständen war es, die der Fotografie am Bauhaus den entscheidenden Aufwind verlieh. Die Ausstellung von 1923 wurde von einem umfangreichen Katalog begleitet, der neben Abbildungen von Architektur auch einige Abbildungen der am Bauhaus entworfenen und gebauten Gegenstände enthielt. Es wurde schnell klar, dass das Medium der Fotografie Vorteile für den Auftritt der Schule bot. Dank der Fotografie war es nun möglich, die geschaffenen Objekte einer breiteren Öffentlichkeit zu präsentieren. Bisher wurden zum Fotografieren der gewünschten Dinge jedoch noch externe Fotografen beauftragt, was das ohnehin schon relativ schmale Budget der Schule weiter belastete.

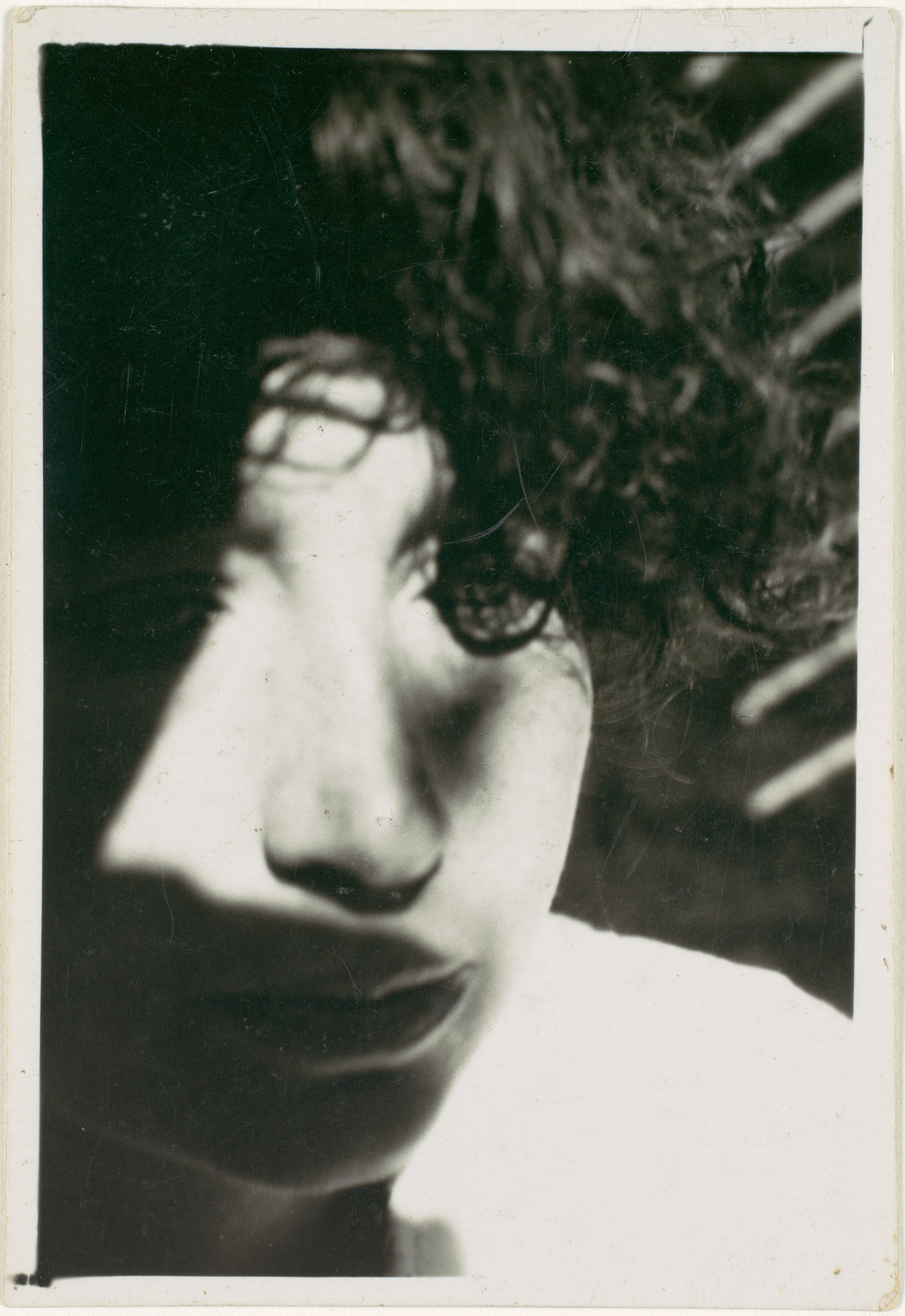
Lucia Moholy, Fotografie von László Moholy-Nagy

Lucia Moholy gab schließlich den Impuls zur Verlagerung der Fotografietätigkeiten ans Bauhaus. Ihr Mann Lászlo Moholy-Nagy war bereits für seine fotografischen Experimente am Bauhaus bekannt. Darüber hinaus war sie es, die zusammen mit Walter Gropius den bereits erwähnten Ausstellungskalender gestaltete. Im Sommer 1923 absolvierte Lucia Moholy eine Lehre als Reproduktionsfotografin beim Weimarer Fotografiemeister Otto Eckner. In den darauf folgenden Jahren, zwischen 1924 und 1928, entstand ein umfassender Bestand von Produktaufnahmen und Architekturbildern, die das Bild der Schule bis heute prägen. Der Stil von Lucia Moholy war dabei technisch, dokumentarisch und klar.
Dies liegt möglicherweise daran, dass sie ihr Handwerk erlernte und es sich nicht autodidaktisch beibrachte. Ihr Ziel war weniger das Experiment mit dem Medium der Fotografie an sich. Vielmehr versuchte sie, das Abzubildende klar, realistisch und sachlich zu zeigen. Lászlo und seine Frau waren bald nicht länger die einzigen am Bauhaus, die sich dem Fotografieren widmeten. Besonders unter dem Einfluss der experimentellen Fotografie von Lászlo Moholy-Nagy entwickelte sich um das Jahr 1927 am Bauhaus eine lebendige Fotografieszene, die neben Architektur und Objektaufnahmen zum Beispiel auch Szenen des täglichen Lebens und Porträts festhielt. Hinzu kamen Fotocollagen und -montagen.
Obwohl man beim neuen Sehen oft von Bauhausfotografie spricht, ist dies nicht ganz korrekt. Bis ins Jahr 1929 gab es zum Beispiel keinen festen Fotografiekurs im Lehrplan der Schule. Erst im Jahr 1929 wurde die Fotoabteilung gegründet, deren Leitung Walter Peterhans übernahm. Hier lernten die Studenten nun die fotografische Theorie und auch das präzise Sehen. Der Begriff der Bauhausfotografie als Benennung einer Stilrichtung ist auch deshalb nicht zutreffend, weil sich die vielen verschiedenen Herangehensweisen der Lehrer und Schüler kaum unter einem Begriff zusammenfassen lassen.

## Aufbau des Studiums

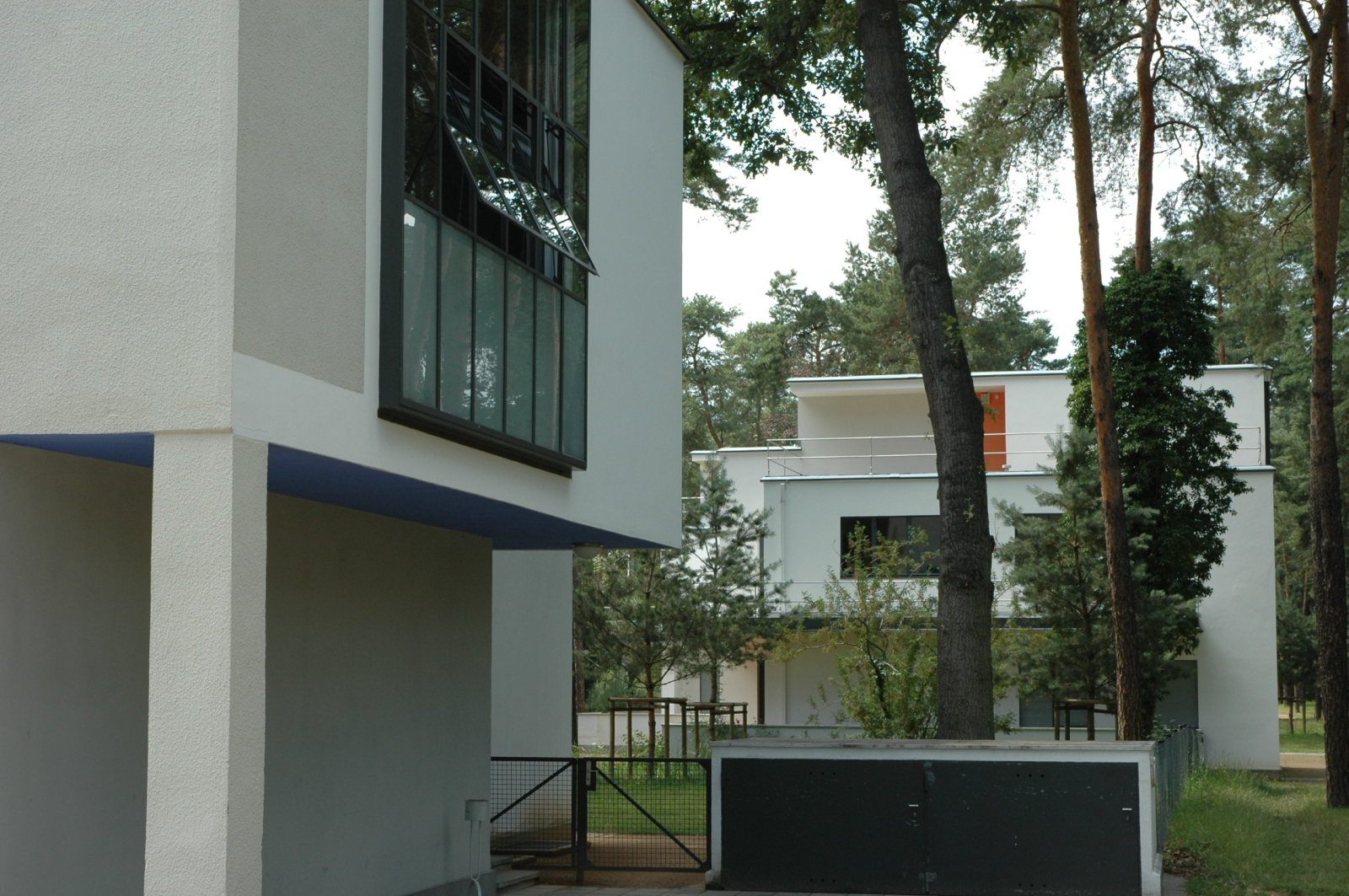
Meisterhäuser in Dessau (Ebert-Allee)

Das Studium am Bauhaus war aufgeteilt in drei Abschnitte. Die Vorlehre bestand aus einem halben Jahr Formunterricht und Materialübungen. Danach erfolgte die Aufnahme in die Werklehre. Dabei konnte zwischen verschiedenen Lehrwerkstätten gewählt werden. Der dritte Abschnitt bestand aus der Baulehre. Diese bestand aus der Mitarbeit am Bau mit bedingungsabhängiger Dauer. Als Abschluss wurde ein Meisterbrief der Handwerkskammer und bei besonderer Begabung auch des Bauhauses vergeben. Einige der Schüler des Bauhauses arbeiteten nach ihrer Berufsausbildung als Meister am Bauhaus weiter.
Die Werklehre fand in den Werkstätten statt. Hier wurden die Schüler mit den grundlegenden Materialeigenschaften und wichtigen Prinzipien der Produktgestaltung vertraut gemacht.
Die Erziehung zum Künstler sollte nicht mehr in Klassen von Professoren (wie an Akademien) erfolgen, sondern im handwerklichen Umgang mit den Objekten.

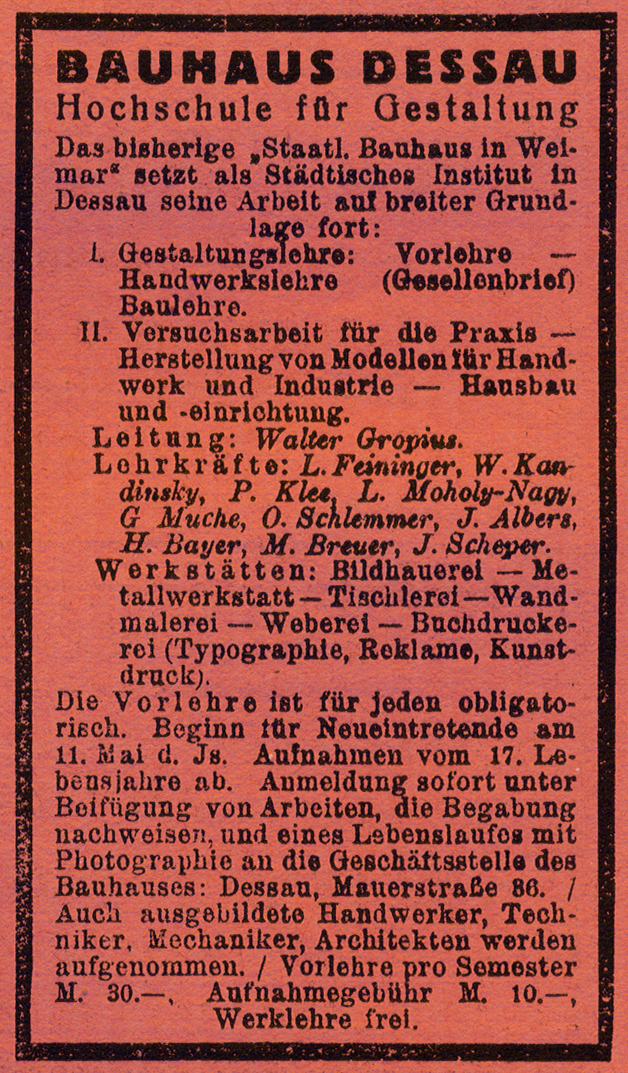
Werbeanzeige des Bauhauses in der Weltbühne vom 28. April 1925

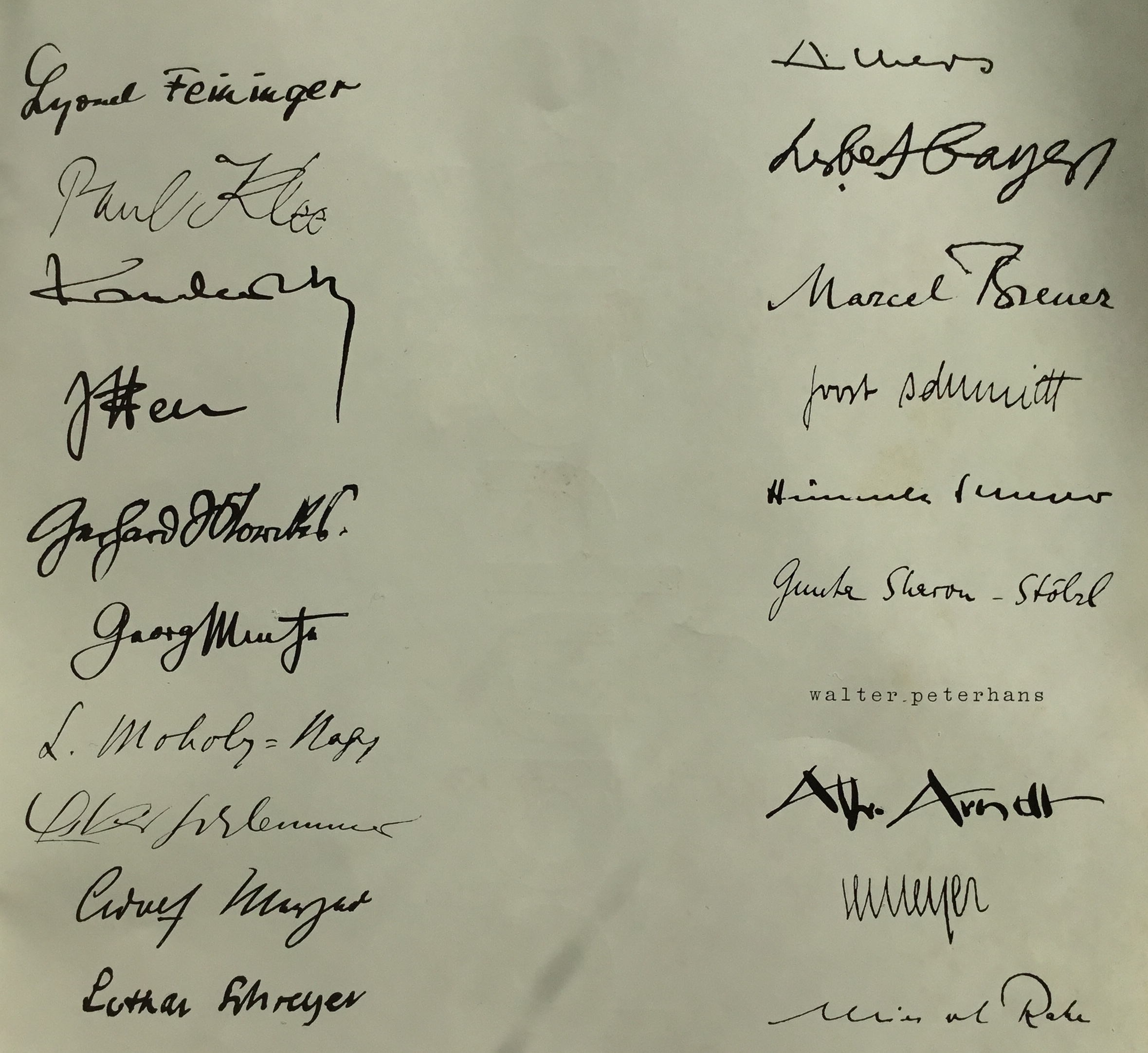
Signaturen der Bauhaus-Künstler

Die leitenden Lehrer in den Werkstätten wurden nicht „Professoren“ genannt, sondern Formmeister. Ihnen stand jeweils ein Werkmeister unterstützend zur Verfügung, der die Grundlagen des Handwerks beherrschte.
| Bauhaus-Werkstatt         | Formmeister                                                                       | Werkmeister                             |
| ------------------------- | --------------------------------------------------------------------------------- | --------------------------------------- |
| Bauhausdruckerei          | Lyonel Feininger                                                                  |                                         |
| Glasmalerei               | Josef Albers, Johannes Itten                                                      |                                         |
| Metallwerkstatt           | Johannes Itten, László Moholy-Nagy, kommissarisch Marianne Brandt, Alfred Arndt   | Christian Dell, Naum Slutzky            |
| Möbelwerkstatt            | Johannes Itten (1919–1922), Walter Gropius (1922–1925), Marcel Breuer (1925–1928) | Anton Handik                            |
| Werkstatt für Weberei     | Georg Muche                                                                       | Gunta Stölzl, kommissarisch Anni Albers |
| Fotografie                | Walter Peterhans                                                                  |                                         |
| Werkstatt für Wandmalerei | Oskar Schlemmer, Wassily Kandinsky, Alfred Arndt                                  | Heinrich Beberniss                      |
| Bauhausbühne              | Lothar Schreyer, Oskar Schlemmer                                                  |                                         |
| Buchbinderei              | Paul Klee                                                                         |                                         |
| Keramische Werkstatt      | Gerhard Marcks                                                                    | Max Krehan                              |
| Architektur               | Walter Gropius, Ludwig Mies van der Rohe, Hannes Meyer, Adolf Meyer               |                                         |
| Ausstellungsgestaltung    | Joost Schmidt                                                                     |                                         |
| Harmonisierungslehre      | Gertrud Grunow                                                                    |                                         |

## Weitere Protagonisten
Weitere Protagonisten des Bauhauses sind:
- Anni Albers (1899–1994), Textilkünstlerin, Weberin und Grafikerin
- Gertrud Arndt (1903–2000), Fotografin
- Herbert Bayer (1900–1985), Fotograf, Grafikdesigner, Typograf, Ausstellungsarchitekt, Maler
- Irene Bayer (1898–1991), Fotografin
- Otti Berger (1898–1944), Textilkünstlerin und Weberin
- Lis Beyer-Volger (1906–1973), Textildesignerin, Weberin und Grafikerin
- Max Bill (1908–1994), Architekt, Bildhauer, Graphiker, Maler, Typograf, und industrieller Formgestalter
- Erich Borchert (1907–1944), Maler
- Marianne Brandt (1893–1983), Designerin, Fotografin, Malerin und Bildhauerin
- Marcel Breuer (1902–1981), Architekt und Designer
- Heinrich Brocksieper (1898–1968), Fotograf, Experimental-Filmer und Maler
- Alma Buscher (1899–1944), Designerin und Kunsthandwerkerin
- Erich Consemüller (1902–1957), Architekt und Fotograf
- Christian Dell (1893–1974), Silberschmied, Lehrer für Industriedesign und Meister am Weimarer Bauhaus
- Ioannis Despotopoulos (1903–1992), Architekt und Städtebauer.
- Friedl Dicker-Brandeis (1898–1944), Malerin, Designerin, Kunsthandwerkerin und Innenarchitektin
- Erich Dieckmann (1896–1944), Tischler, Möbeldesigner und Hochschullehrer
- Alfred Ehrhardt (1901–1984), Fotograf und Dokumentarfilmer
- Marguerite Friedlaender (1896–1985), Keramikerin und Porzellangestalterin
- Andreas Feininger (1906–1999), Fotograf und Architekt
- Julia Feininger (1880–1970), Künstlerin und Publizistin
- T. Lux Feininger (1910–2011), Fotograf und Maler
- Werner Graeff (1901–1978), Bildhauer, Maler, Grafiker, Fotograf und Erfinder
- Gertrud Wysse Hägg (1912–2006), Grafikerin, Porzellanmalerin und Illustratorin
- Emil Bert Hartwig (1907–1996), Maler
- Josef Hartwig (1880–1956), Bildhauer
- Gustav Hassenpflug (1907–1977), Architekt, Designer und Hochschullehrer
- Dörte Helm (1898–1941), Malerin und Grafikerin
- Fritz Hesse (1881–1973), Politiker, Rechtsanwalt und Oberbürgermeister in Dessau
- Margarete Heymann (1899–1990), Keramikerin
- Herbert Hirche (1910–2002), Architekt, Innenarchitekt, Möbel- und Produktdesigner
- Otto Hofmann (1907–1996), Maler
- Hanns Hoffmann-Lederer (1899–1970), Bildhauer, Grafiker und Designer
- Martin Jahn (1898–1981), Maler, Zeichner und Kunstpädagoge
- Carl Jacob Jucker (1902–1997), Silberschmied und Industriedesigner
- Ida Kerkovius (1879–1970), Malerin und Bildteppichweberin
- Kurt Kranz (1910–1997), Maler, Grafiker und Hochschullehrer
- Emil Lange (1884–1968), Architekt
- Jean Leppien (1910–1991), Maler
- Adolf Meyer (1881–1929), Architekt und Designer
- Wera Meyer-Waldeck (1906–1964), Architektin
- Lucia Moholy (1894–1989), Fotografin
- László Moholy-Nagy (1895–1946), Maler, Fotograf, Typograf und Bühnenbildner
- Farkas Molnár (1897–1945), Architekt
- Heinrich Neuy (1911–2003), Maler, Möbeldesigner und Architekt
- Gyula Pap (1899–1983), Maler, Lithograph, Silberschmied und Designer
- Heinrich Pëus (1862–1937), Politiker
- Hans Przyrembel (1900–1945), Designer, Gold- und Silberschmied
- Lilly Reich (1885–1947), Designerin und Architektin
- Margaretha Reichardt (1907–1984), Textildesignerin und Grafikerin
- Paul Renner (1878–1956), Typograf, Grafikdesigner, Schriftdesigner und Autor
- Lore Ribbentrop-Leudesdorff (1902–1986), Künstlerin
- Karl Peter Röhl (1890–1975), Maler und Grafiker
- Bernhard Rotterdam (1893–1974), Architekt
- Lou Scheper-Berkenkamp (1901–1976), Malerin, Farbgestalterin, Kinderbuchautorin, Märchenbuchillustratorin und Kostümbildnerin
- Hinnerk Scheper (1897–1957), Farbgestalter, Fotograf, Sachbuchautor, Restaurator, Denkmalpfleger, Landeskonservator und Stadtplaner
- Carl Schneiders (1905–1975), Maler
- Thilo Schoder (1888–1979), Architekt
- Ricarda Schwerin (1912–1999), Fotografin
- Ré Soupault (1901–1996), Künstlerin
- Lotte Stam-Beese (1903–1988), Fotografin, Architektin und Stadtplanerin
- Grete Stern (1904–1999), Fotografin und Designerin
- Gunta Stölzl (1897–1983), Weberin und Textildesignerin
- Elsa Thiemann (1910–1981), Fotografin
- Wolfgang Tümpel (1903–1978), Designer und Goldschmied
- Wilhelm Wagenfeld (1900–1990), Produktdesigner
- Gerhard Weber (1909–1986), Architekt
- Fritz Winter (1905–1976), Maler

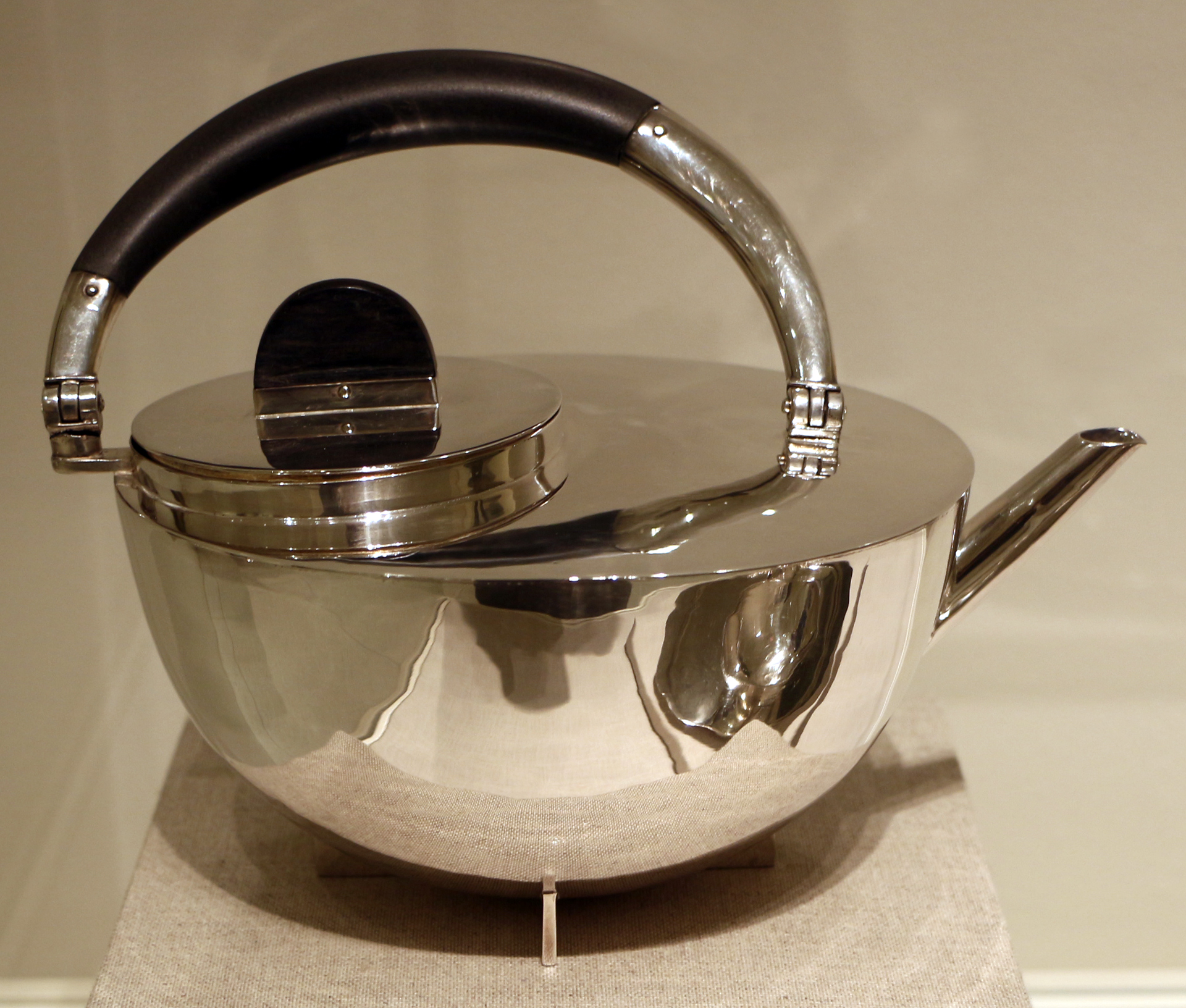
Teekanne (von Marianne Brandt) 1924
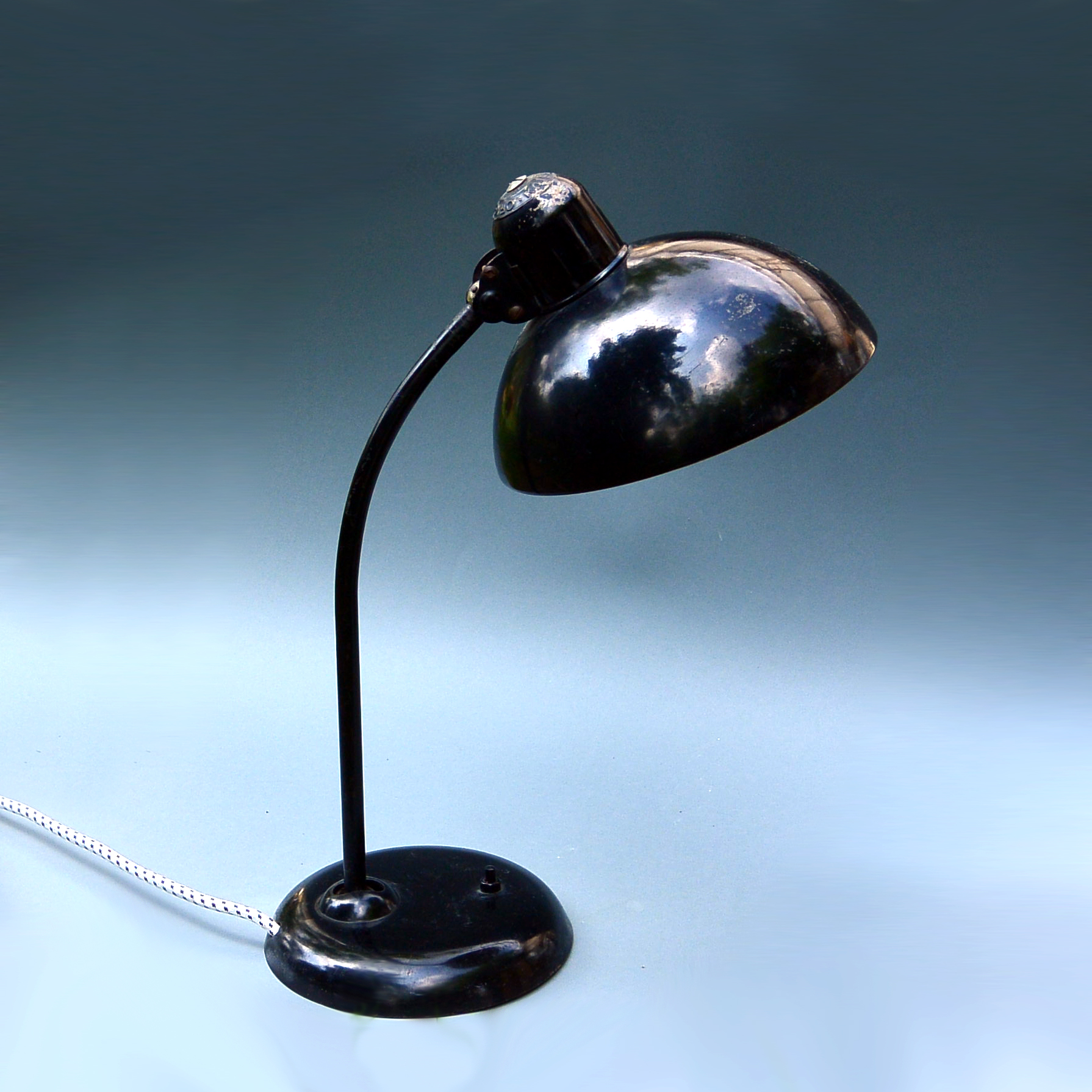
Schreibtischleuchte (von Christian Dell)
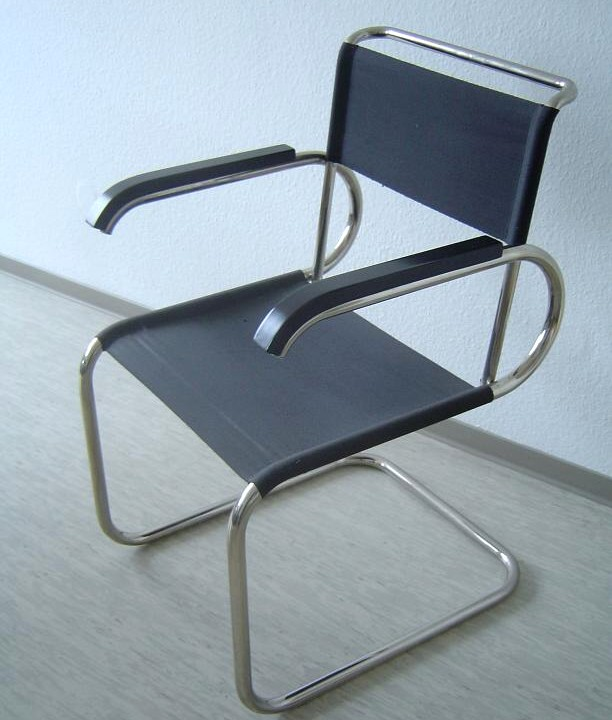
Stahlrohrstuhl (von Marcel Breuer)
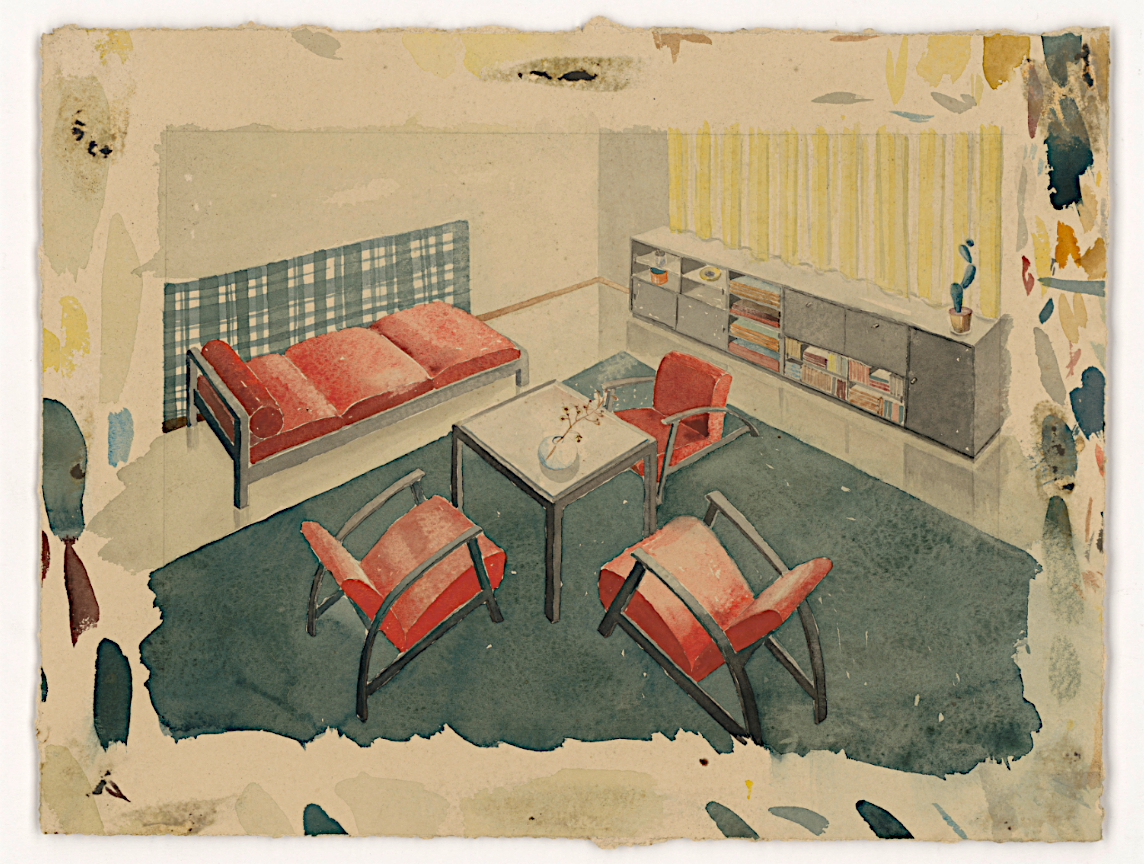
Sitzecke mit Divan (Möbelentwürfe, Wohnräume) Erich Dieckmann
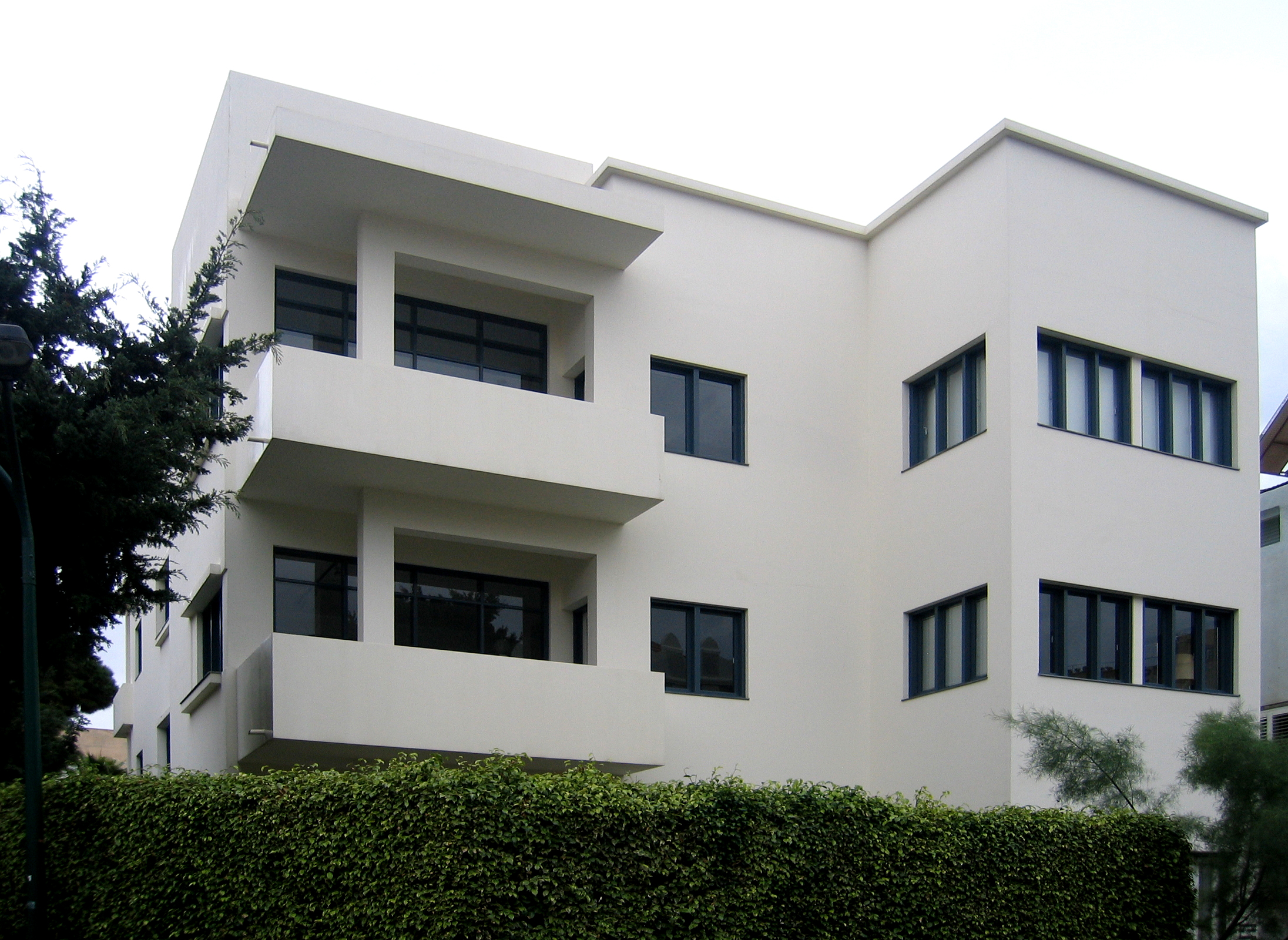
Bauhaus-Museum – Tel Aviv
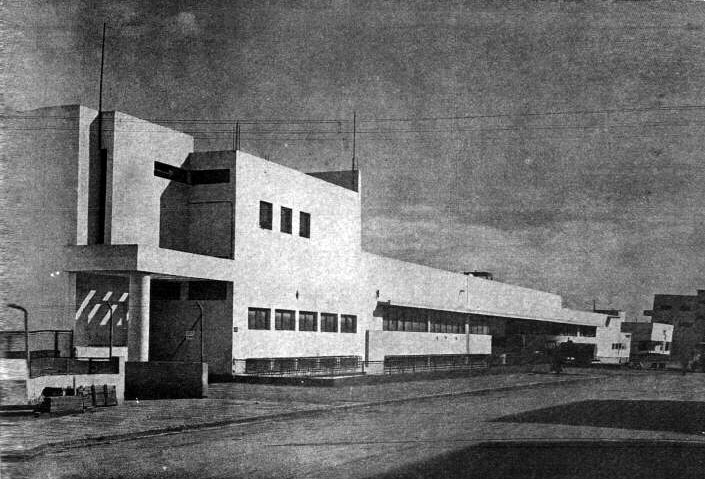
Dan Garage in Tel Aviv – 1935
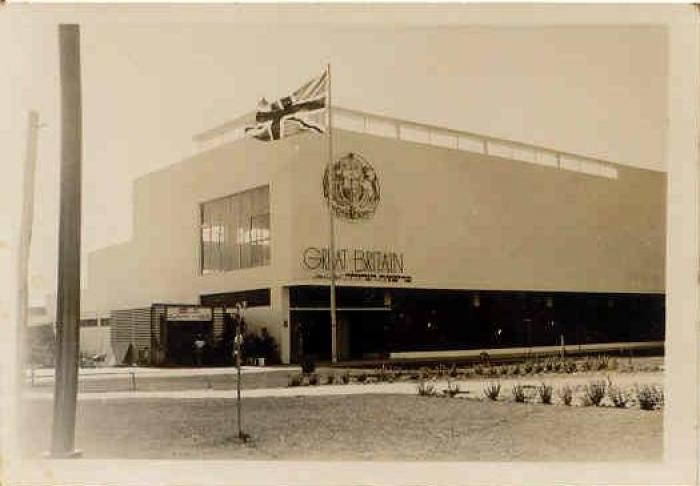
Britischer Pavillon 1934 – Levante-Messe

## Philatelistisches
Am 27. Mai 1980 erschien in der DDR eine Serie zu Bauhaus-Gebäuden und -Denkmälern mit 6 Marken mit Nennwerten von 5 bis 70 Pfennig, entworfen von Lothar Grünewald.
Am 8. Februar 1983 gab die Deutsche Bundespost eine Serie mit Bauhaus-Motiven bestehend aus 3 Marken zu 50, 60 und 80 Pfennig heraus, entworfen von Erik Nitsche.
Mit dem Erstausgabetag 4. April 2019 gab die Deutsche Post AG in der Serie Design aus Deutschland ein Postwertzeichen im Nennwert von 70 Eurocent heraus. Der Entwurf zum Thema 100 Jahre Bauhaus stammt von den Grafikern Sibylle Haase-Knels und Fritz Haase aus Bremen.

## Publikationen
- Walter Gropius: Staatliches Bauhaus in Weimar 1919–1923. (Hrsg. vom Staatlichen Bauhaus, Weimar und Karl Nierendorf in Köln), Bauhaus Verlag, Weimar/München 1923. Einbandentwurf von Herbert Bayer (Bauhaus-Manifest)
- Bauhausbücher. Schriftenreihe. Albert Langen, München 4.1925–1930.1929.
- Hans M. Wingler (Hrsg.): Neue Bauhausbücher. Neue Folge der von Walter Gropius und László Moholy-Nagy begründeten Bauhausbücher. Schriftenreihe. Gebr. Mann, Berlin 1925ff., Kupferberg, Mainz 1965 ff. (Reprint)

### Überblicksdarstellungen
- Kirsten Baumann: Bauhaus Dessau. Architektur, Gestaltung, Idee. Jovis, Berlin 2007.
- Anja Baumhoff: Bauhaus. In: Hagen Schulze, Etienne Francois (Hrsg.): Deutsche Erinnerungsorte. Studien zur historischen Philosophie von Pierre Nora. C. H. Beck, München 2001, ISBN 3-406-47223-0, S. 584–600.
- Herbert Bayer: 50 Jahre Bauhaus. Ausstellung, veranstaltet vom Württembergischen Kunstverein Stuttgart, Kunstgebäude am Schloßplatz, 5. Mai bis 28. Juli 1968. Württembergischer Kunstverein, Stuttgart 1968.
- Magdalena Droste: Bauhaus. Aktualisierte Ausgabe. Taschen, Köln 2019, ISBN 978-3-8365-7279-8 und ISBN 978-3-8365-6551-6.
- Jeannine Fiedler, Peter Feierabend (Hrsg.): Bauhaus. Könemann bei Tandem, Köln 1999, ISBN 3-89508-600-2.
- Boris Friedewald: Bauhaus. Prestel, München 2009, ISBN 978-3-7913-4201-6.
- Nicholas Fox Weber: Die Bauhaus-Bande. Meister der Moderne. Berlin 2018, ISBN 978-3-86922-480-0.
- Bernd Hüttner, Georg Leidenberger (Hrsg.): 100 Jahre Bauhaus. Vielfalt, Konflikt und Wirkung. Metropol, Berlin 2019, ISBN 978-3-86331-458-3.
- Ulf Meyer: Bauhaus. Prestel, München 2006, ISBN 3-7913-3613-4.
- Winfried Nerdinger: Das Bauhaus: Werkstatt der Moderne. Beck, München 2018, ISBN 978-3-406-72760-3. (= C.H. Beck Wissen. 2883).
- Pressestimmen (Auszüge) für das Staatliche Bauhaus Weimar.  Wagner, Weimar 1924, urn:nbn:de:gbv:wim2-g-3883674.
- Michael Siebenbrodt, Lutz Schöbe: Bauhaus 1919–1933. Parkstone International/Kroemer, New York 2009, ISBN 978-1-85995-628-1.
- Ingo Sommer: Preußische Moderne: Vom Ende der Pracht und einer neuen Baukunst 1918-1933. Duncker & Humblot, Berlin 2024, ISSN 0943-8629,  ISBN 978-3-428-19157-4 (Print), ISBN 978-3-428-59157-2 (E-Book).
- Hans M. Wingler: Das Bauhaus. 1913–1933 Weimar Dessau Berlin und die Nachfolge in Chicago seit 1937. DuMont, Köln 1968/2002, ISBN 3-8321-7153-3.

### Einzelaspekte
- Anja Baumhoff: The Gendered World of the Bauhaus. The Politics of Power at the Weimar Republic’s Premier Art Institute, 1919–1931. Peter Lang, Frankfurt / Berlin / New York 2001, ISBN 3-631-37945-5.
- Torsten Blume, Burghard Duhm: Bauhaus.Bühne.Dessau – Szenenwechsel (= edition bauhaus. Band 21.) Jovis, Berlin 2008, ISBN 978-3-936314-81-6.
- Marty Bax: Bauhaus Lecture Notes 1930–1933. Theory and practice of architectural training at the Bauhaus, based on the lecture notes made by the Dutch ex-Bauhaus student and architect J. J. van der Linden of the Mies van der Rohe curriculum. Architectura & Natura, Amsterdam 1991, ISBN 90-71570-04-5.
- Dorothea Fischer-Leonhardt: Die Gärten des Bauhauses. Gestaltungskonzepte der Moderne. Jovis, Berlin 2005, ISBN 978-3-936314-34-2.
- Thomas Flierl, Philipp Oswalt (Hrsg.): Im Streit der Deutungen: Conflicting Interpretation. Hannes Meyer Bauhaus, Leipzig 2018, ISBN 978-3-95905-150-7.
- Peter Hahn (Hrsg.): Bauhaus Berlin: Auflösung Dessau 1932; Schließung Berlin 1933; Bauhäusler und Drittes Reich. Eine Dokumentation. Kunstverlag Weingarten, Weingarten 1985, ISBN 3-8170-2002-3.
- Peter Hahn, Michael Siebenbrodt, Hardt W. Hämer, Magdalena Droste, Jenny Anger, Manfred Ludewig, Rolf Bothe: Das Bauhaus webt. Die Textilwerkstatt des Bauhauses. G & H Verlag, Berlin 1998, ISBN 3-931768-20-1.
- Wulf Herzogenrath, Stefan Kraus (Hrsg.): Erich Consemüller. Fotografien Bauhaus-Dessau. Schirmer/Mosel, München 1989, ISBN 3-88814-310-1.
- Joachim W. Jacobs: Bauhaus und Außenraumplanung. In: Die Gartenkunst. 6 (1/1994), S. 157–168.
- Ulrike Müller: Bauhaus-Frauen: Meisterinnen in Kunst, Handwerk und Design. Elisabeth Sandmann, München 2009, ISBN 978-3-938045-36-7.
- Ursula Muscheler: Das rote Bauhaus. Eine Geschichte von Hoffnung und Scheitern. Berenberg, Berlin 2016, ISBN 978-3-946334-10-1  (Leseprobe (PDF) ).
- Sebastian Neurauter: Das Bauhaus und die Verwertungsrechte – Eine Untersuchung zur Praxis der Rechteverwertung am Bauhaus 1919–1933. Mohr-Siebeck, Tübingen 2013, ISBN 978-3-16-152477-6.
- Winfried Nerdinger (Hrsg. in Zusammenarbeit mit dem Bauhaus-Archiv, Berlin): Bauhaus-Moderne im Nationalsozialismus. Zwischen Anbiederung und Verfolgung. Mit Beiträgen von Ute Brüning, Magdalena Bushart, Magdalena Droste, Peter Hahn, Ekkehard Mai, Winfried Nerdinger, Rolf Sachse, Renate Scheper, Wolfgang Voigt und Sabine Weißler. Prestel, München 1993, ISBN 3-7913-1269-3.
- Philipp Oswalt (Hrsg.): Hannes Meyers neue Bauhauslehre: Von Dessau bis Mexiko. Berlin 2019, ISBN 978-3-0356-1724-5.
- Philipp Oswalt: Marke Bauhaus 1919–2019. Der Sieg der ikonischen Form über den Gebrauch. Zürich 2019, ISBN 978-3-85881-620-7.
- Brigitte Salmen et al.: Bauhaus-Ideen – Um Itten, Feininger, Klee, Kandinsky: Vom Expressiven zum Konstruktiven. Schloßmuseum Murnau, 2007, ISBN 3-932276-24-8.
- Walter Scheiffele: bauhaus junkers sozialdemokratie – ein kraftfeld der moderne. form+zweck, Berlin 2003, ISBN 3-935053-02-9.
- Michael Siebenbrodt: Bauhaus Weimar, Designs for the Future; Bauhaus Weimar, Entwürfe für die Zukunft. Hatje Cantz, Ostfildern 2000, ISBN 3-7757-9030-6.
- Michael Siebenbrodt: Kunstsammlungen zu Weimar. Bauhaus-Museum. Weimar 2006, ISBN 3-422-06584-9.
- Michael Siebenbrodt, F. Simon-Ritz (Hrsg.): Die Bauhaus-Bibliothek. Versuch einer Rekonstruktion. Verlag der Bauhaus-Universität Weimar, Weimar 2009, ISBN 978-3-86068-377-4.
- Frank Simon-Ritz, Klaus-Jürgen Winkler, Gerd Zimmermann (Hrsg.): Aber wir sind! Wir wollen! Und wir schaffen! Von der Großherzoglichen Kunstschule zur Bauhaus-Universität. 1860–2010. Band 1 (1860–1945). Verlag der Bauhaus-Universität Weimar, Weimar 2010, ISBN 978-3-86068-419-1.
- Ré Soupault: Bauhaus. Die heroischen Jahre von Weimar. Verlag Das Wunderhorn, Heidelberg 2009, ISBN 978-3-88423-332-0.
- Cornelius Steckner: Bauhaus und Hamburgische Universität. In: Gudrun Wolfschmidt (Hrsg.): Hamburgs Geschichte einmal anders. Entwicklung der Naturwissenschaften (= Nuncius Hamburgensis – Beiträge zur Geschichte der Naturwissenschaften. Band 2). Medizin und Technik, Norderstedt 2007, S. 30–57, ISBN 978-3-8334-7088-2.
- Manfred Sundermann (Hrsg.): Mechanische Stadt? Junkers. Dessau. Dessau 2002, ISBN 3-936383-06-5.
- Wolfgang Thöner, Ute Ackermann: Das Bauhaus lebt. Henschel, Leipzig 2009, ISBN 978-3-86502-208-0.
- Christoph Wagner (Hrsg.): Das Bauhaus und die Esoterik. Johannes Itten, Wassily Kandinsky, Paul Klee. Kerber, Bielefeld 2005, ISBN 3-938025-39-5.
- Ines Weizman (Hrsg.): Dust & Data. Traces of the Bauhaus across 100 Years. Spector Books, Leipzig 2019, ISBN 978-3-95905-230-6.[27]
- Rainer Wick: bauhaus-Pädagogik. DuMont, Köln 1982, 1994, ISBN 3-7701-1268-7.
- Tom Wolfe: Mit dem Bauhaus leben („From Bauhaus to our house“). Aus dem Amerikanischen von Harry Rowohlt. EVA, Hamburg 2007, ISBN 3-86572-638-0.
- Annett Zinsmeister (Hrsg.): „Update.“ 90 Jahre Bauhaus – und nun? JOVIS Verlag, Berlin 2010, ISBN 978-3-86859-102-6.
- Christoph Zuschlag: »ein eisenbahnwaggon ausstellungsgut« – Die Bauhaus-Wanderausstellung 1929/30 und ihre Mannheimer Station. In: „als bauhäusler sind wir suchende.“ Hannes Meyer (1889–1954). Beiträge zu seinem Leben und Wirken. In: Beiträge zur Bau- und Nutzungsgeschichte. baudenkmal bundesschule bernau e. V., Heft 7, Dezember 2013, S. 26–34.
- Bauhaus und Nationalsozialismus: Katalog zur Ausstellung im Museum Neues Weimar, Bauhaus-Museum Weimar und Schiller-Museum, Klassik Stiftung Weimar. Hirmer, München 2024, ISBN 978-3-7774-4337-9

## Filme
- Lotte am Bauhaus (Regie: Gregor Schnitzler, 2019).
- Die Neue Zeit. Fernsehserie (Regie: Lars Kraume, 2019).
- Bauhausfrauen. Buch und Regie: Susanne Radelhof, Dokumentarfilm, MDR, RBB, 44 Minuten, 2019